# Список соединений и частей советских войск в Германии
Список объединений, соединений и частей советских войск в Германии — перечень объединений, соединений и частей Вооружённых Сил СССР и Вооружённых Сил Российской Федерации (1991 год), входивших в разные годы в состав Группы советских оккупационных войск в Германии (1945—1954), Группы советских войск в Германии (1954—1989), Западной группы войск (1989—1994).
Бо́льшая часть из этих формирований принимала участие в Великой Отечественной войне. Среди соединений и частей Группы войск 139 были гвардейскими, 127 носили почётные наименования, 214 были награждены орденами.

## На момент создания (1945)

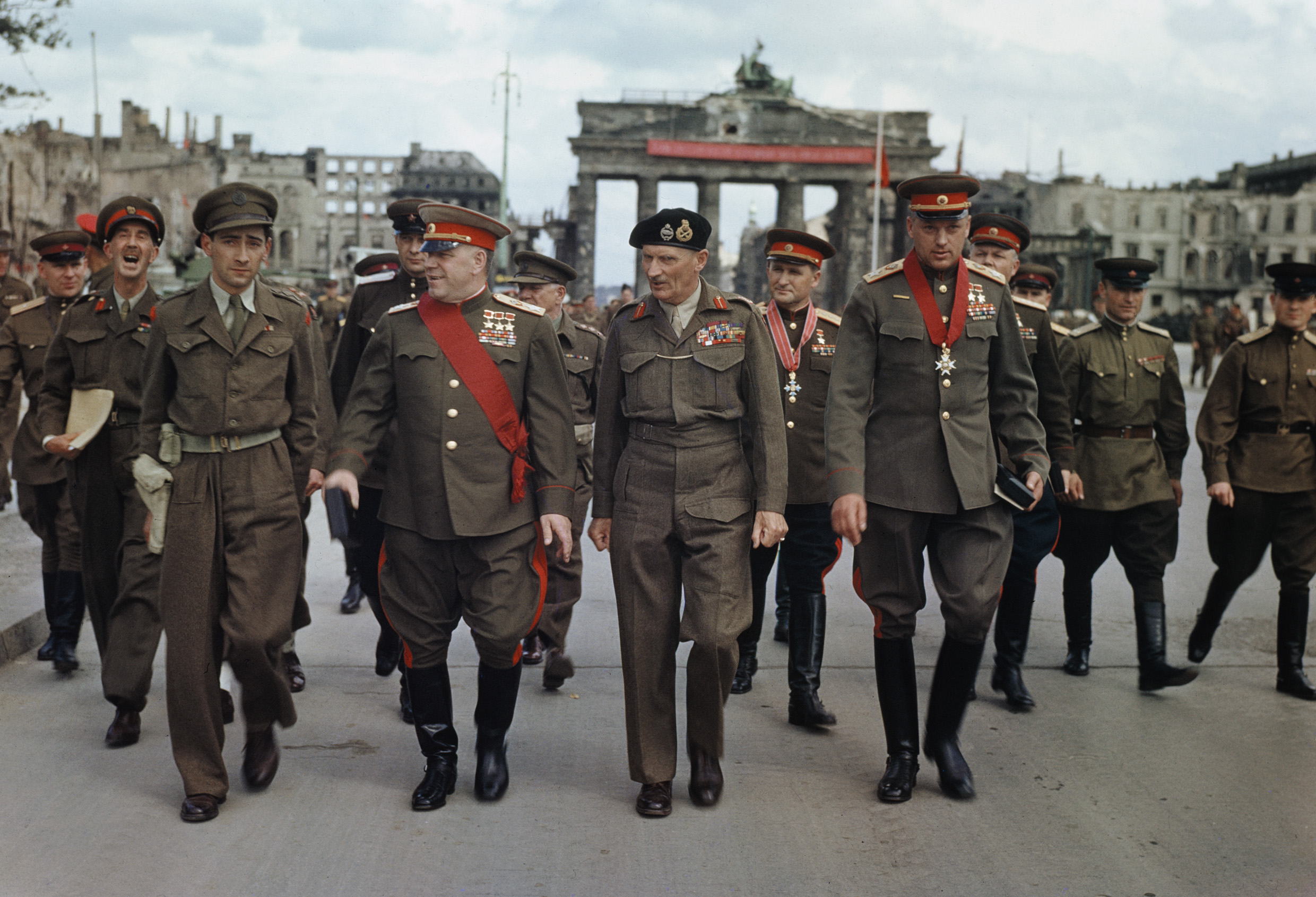
1-й Главнокомандующий ГСОВГ маршал Советского Союза Г. К. Жуков, фельдмаршал Монтгомери, 1-й зам. Главкома ГСОВГ генерал армии В. Д. Соколовский, Главнокомандующий СГВ маршал Советского Союза К. К. Рокоссовский, 12 июля 1945 года, Берлин, у Бранденбургских ворот.

Место дислокации войск — советская зона оккупации (1947 — 1949гг); потом — территория ГДР

Согласно Директиве Ставки Верховного Главнокомандования № 11095, от 29 мая 1945 года, Группа Советских оккупационных войск в Германии включала в себя следующие объединения и соединения (штаб-квартира):
- 2-я ударная армия (Шверин)
  - 116-й стрелковый корпус (86-я стрелковая дивизия, 326-я стрелковая дивизия, 321-я стрелковая дивизия),
  - 108-й стрелковый корпус (372-я стрелковая дивизия, 90-я стрелковая дивизия, 46-я стрелковая дивизия),
  - 40-й гвардейский стрелковый корпус (101-я гвардейская стрелковая дивизия, 102-я гвардейская стрелковая дивизия, 272-я стрелковая дивизия);
- 8-я гвардейская армия (Веймар)
  - 4-й гвардейский стрелковый корпус (35-я гвардейская стрелковая дивизия, 47-я гвардейская стрелковая дивизия, 57-я гвардейская стрелковая дивизия),
  - 28-й гвардейский стрелковый корпус (79-я гвардейская стрелковая дивизия, 39-я гвардейская стрелковая дивизия, 88-я гвардейская стрелковая дивизия),
  - 29-й гвардейский стрелковый корпус (74-я гвардейская стрелковая дивизия, 82-я гвардейская стрелковая дивизия, 27-я гвардейская стрелковая дивизия);
- 5-я ударная армия (Берлин)[α]
  - 26-й гвардейский стрелковый корпус (89-я гвардейская стрелковая дивизия, 94-я гвардейская стрелковая дивизия, 266-я стрелковая дивизия),
  - 32-й стрелковый корпус (60-я гвардейская стрелковая дивизия, 295-я стрелковая дивизия, 416-я стрелковая дивизия),
  - 9-й стрелковый корпус (301-я стрелковая дивизия, 230-я стрелковая дивизия, 248-я стрелковая дивизия);
- 3-я ударная армия (Штендаль)
  - 12-й гвардейский стрелковый корпус (23-я гвардейская стрелковая дивизия, 52-я гвардейская стрелковая дивизия, 33-я стрелковая дивизия),
  - 79-й стрелковый корпус (150-я стрелковая дивизия, 171-я стрелковая дивизия, 207-я стрелковая дивизия),
  - 7-й стрелковый корпус (265-я стрелковая дивизия, 364-я стрелковая дивизия, 146-я стрелковая дивизия);
- 47-я армия (Галле)[α]
  - 129-й стрелковый корпус (132-я стрелковая дивизия, 143-я стрелковая дивизия, 260-я стрелковая дивизия),
  - 9-й гвардейский стрелковый корпус (12-я гвардейская стрелковая дивизия, 75-я гвардейская стрелковая дивизия, 77-я гвардейская стрелковая дивизия),
  - 125-й стрелковый корпус (185-я стрелковая дивизия, 60-я стрелковая дивизия, 175-я стрелковая дивизия).
- 1-я гвардейская танковая армия (Дрезден) (11-й гвардейский танковый корпус, 9-й танковый корпус, 8-й гвардейский механизированный корпус);
- 2-я гвардейская танковая армия (Фюрстенберг) (9-й гвардейский танковый корпус, 12-й гвардейский танковый корпус, 1-й механизированный корпус);
  - Отдельные танковые корпуса: 1-й гвардейский танковый корпус, 11-й танковый корпус.
- 4-я гвардейская танковая армия (Эберсвальде) (5-й гвардейский механизированный корпус, 6-й гвардейский механизированный корпус, 10-й гвардейский танковый корпус);
- 16-я воздушная армия (Вольтерсдорф)
  - 3-й истребительный авиационный корпус (265-я истребительная авиационная дивизия, 278-я истребительная авиационная дивизия, 286-я истребительная авиационная дивизия);
  - 13-й истребительный авиационный корпус (193-я истребительная авиационная дивизия, 283-я истребительная авиационная дивизия, 282-я истребительная авиационная дивизия);
  - 1-й гвардейский истребительный авиационный корпус (3-я гвардейская истребительная авиационная дивизия, 4-я гвардейская истребительная авиационная дивизия, 240-я истребительная авиационная дивизия);
  - 6-й штурмовой авиационный корпус (197-я штурмовая авиационная дивизия, 198-я штурмовая авиационная дивизия, 2-я гвардейская штурмовая авиационная дивизия);
  - 9-й штурмовой авиационный корпус (3-я гвардейская штурмовая авиационная дивизия, 11-я гвардейская штурмовая авиационная дивизия, 300-я штурмовая авиационная дивизия);
  - 6-й бомбардировочный авиационный корпус (326-я бомбардировочная авиационная дивизия, 334-я бомбардировочная авиационная дивизия, 113-я бомбардировочная авиационная дивизия);
  - 3-й бомбардировочный авиационный корпус (241-я бомбардировочная авиационная дивизия, 301-я бомбардировочная авиационная дивизия, 183-я бомбардировочная авиационная дивизия);
  - 9-я гвардейская ночная бомбардировочная авиационная дивизия.
- От 70-й армии в Группу вошли:
  - управления 47-го стрелкового корпуса, 114-го стрелкового корпуса;
  - Стрелковые дивизии: 1-я стрелковая дивизия, 71-я стрелковая дивизия, 136-я стрелковая дивизия, 162-я стрелковая дивизия, 369-я стрелковая дивизия, 165-я стрелковая дивизия, 160-я стрелковая дивизия.
- От 49-й армии в группу вошли:
  - управления 70-го стрелкового корпуса, 121-го стрелкового корпуса;
  - 191-я стрелковая дивизия, 380-я стрелковая дивизия, 42-я стрелковая дивизия, 139-я стрелковая дивизия, 238-я стрелковая дивизия, 385-я стрелковая дивизия, 200-я стрелковая дивизия, 330-я стрелковая дивизия, 199-я стрелковая дивизия;
  - Стрелковые дивизии: 158-я стрелковая дивизия, 346-я стрелковая дивизия.
- Артиллерия
  - Управление 3-го артиллерийского корпуса, 4-го артиллерийского корпуса, 6-го артиллерийского корпуса;
  - 2-я артиллерийская дивизия прорыва, 5-я артиллерийская дивизия прорыва, 6-я артиллерийская дивизия прорыва, 12-я артиллерийская дивизия прорыва, 14-я артиллерийская дивизия прорыва, 18-я артиллерийская дивизия прорыва, 29-я артиллерийская дивизия прорыва, 22-я артиллерийская дивизия прорыва;
  - 4-я гвардейская пушечная артиллерийская дивизия;
  - 30-я гвардейская армейская пушечная артиллерийская бригада, 43-я гвардейская армейская пушечная артиллерийская бригада, 44-я гвардейская армейская пушечная артиллерийская бригада, 136-я армейская пушечная артиллерийская бригада, 81-я армейская пушечная артиллерийская бригада;
  - 2-я корпусная артиллерийская бригада, 4-я корпусная артиллерийская бригада;
  - 3-я гвардейская истребительно-противотанковая артиллерийская бригада, 4-я гвардейская истребительно-противотанковая артиллерийская бригада, 8-я истребительно-противотанковая артиллерийская бригада, 20-я истребительно-противотанковая артиллерийская бригада, 40-я истребительно-противотанковая артиллерийская бригада, 41-я истребительно-противотанковая артиллерийская бригада, 38-я истребительно-противотанковая артиллерийская бригада, 25-я истребительно-противотанковая артиллерийская бригада, 39-я истребительно-противотанковая артиллерийская бригада, 33-я истребительно-противотанковая артиллерийская бригада, 45-я истребительно-противотанковая артиллерийская бригада, 15-я истребительно-противотанковая артиллерийская бригада, 19-я истребительно-противотанковая артиллерийская бригада, 27-я истребительно-противотанковая артиллерийская бригада, 44-я истребительно-противотанковая артиллерийская бригада;
  - 2-я гвардейская зенитная артиллерийская дивизия, 3-я гвардейская зенитная артиллерийская дивизия, 18-я зенитная артиллерийская дивизия, 24-я зенитная артиллерийская дивизия, 31-я зенитная артиллерийская дивизия, 64-я зенитная артиллерийская дивизия, 20-я зенитная артиллерийская дивизия, 32-я зенитная артиллерийская дивизия, 4-я гвардейская зенитная артиллерийская дивизия.
- Отдельные части
  - 2-й гвардейский кавалерийский корпус.

## Изменения в 1940-е годы

### 1945
- Во второй половине 1945 года в Группе сформированы: 9-я механизированная дивизия — на базе 9-го механизированного корпуса, 15-я механизированная дивизия — на базе 33-й стрелковой дивизии, 11-я танковая дивизия — на базе 11-го танкового корпуса.
- Со второй половины 1945 года в составе стрелковых дивизий были созданы артиллерийские бригады.

### 1946
- К началу 1946 года в бронетанковых и механизированных войсках было осуществлено переформирование танковых корпусов — в танковые дивизии, механизированных корпусов — в механизированные дивизии, а танковых армий — в механизированные армии. В стрелковых дивизиях Группы введены танко-самоходные полки, а в состав общевойсковых армий входит тяжёлый танко-самоходный полк. Стрелковый корпус общевойсковой армии состоит из двух стрелковых и одной механизированной дивизии, в связи с чем, а также в связи с совершенствованием состава механизированных армий, на территории Германии были сформированы новые механизированные дивизии[1].
- Управление 2-й ударной армии было обращено на создание управления Архангельского военного округа[2].
- В состав Группы входит 3-я гвардейская танковая армия (дислокация — южнее Берлина) (6-й гвардейский танковый корпус, 7-й гвардейский танковый корпус, 9-й механизированный корпус). Ранее армия находилась в Чехословакии.

### 1947

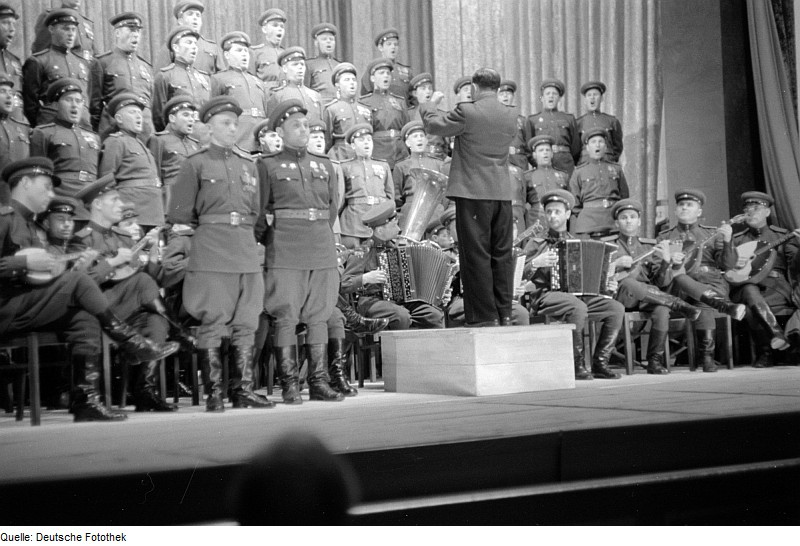
Ансамбль песни и пляски Группы войск, 1947 год

- Расформирована 1-я гвардейская танковая Донская дивизия (бывший 1-й гв.тк). Танковые полки (бывшие танковые бригады) дивизии входят в состав стрелковых дивизий Группы.
- 5-я гвардейская механизированная Зимовниковская дивизия убыла на усиление Туркестанского военного округа.
- Была расформирована гвардейская механизированная дивизия, сформированная в октябре 1945 г. на базе 89-й гвардейской стрелковой дивизии (26-й гв. ск 5-й УА).
- 68-я механизированная Артемовско-Берлинская дивизия, сформированная на базе 266-й стрелковой дивизии 26-го гв. ск 5-й УА, убыла в СКВО.
- Расформированы артиллерийские бригады из состава стрелковых дивизий (были созданы во второй половине 1945 года).
- Сформирован Театр ГСВГ (Потсдам).

### 1948
- К 1948 году завершено количественное сокращение, прежде всего, стрелковых соединений Группы. Были сокращены управления 5-й ударной и 47-й армий, территорию Германии покинули более 50 дивизий (включая авиационные и зенитно-артиллерийские), десятки полков, отдельных батальонов и частей обеспечения.
- В соответствии с принятыми в октябре 1948 года решениями в сжатые сроки было осуществлено развертывание скадрованных формирований с тем, чтобы механизированная дивизия, например, по мирному времени насчитывала не менее 8 тыс. чел. личного состава (при штате военного времени 9,7 тыс. чел).

## Изменения в 1950-е годы
- В связи с образованием, 7 октября 1949 года, Германской Демократической Республики (ГДР), в 1954 году, ГСОВГ была переименована в ГСВГ.
- В связи с принятым в 1955 году решением об одностороннем сокращении Вооружённых Сил, произошло сокращение Группы войск. Сокращение численности ГСВГ происходило в два этапа:
  - Первый этап: весной — летом 1956 года из ГДР были выведены соединения и части общей численностью личного состава 33,5 тыс. солдат и офицеров. Из Бранденбурга в СССР убыла 200-я штурмовая авиационная дивизия, из Магдебурга — стрелковые и танковые части, из Веймара — танковые и самоходно-артиллерийские части.
  - Второй этап: реорганизация соединений и объединений. В марте 1957 года утверждён новый штат танковых дивизий и штат мотострелковых дивизий, которые заменяют дивизии механизированные и стрелковые. В армейских объединениях упраздняется управление стрелковых корпусов.
- Из ГСВГ выведены 42 тыс. чел. личного состава, в том числе: зенитная артиллерийская дивизия (из Бранденбурга), артиллерийский полк (из Котбуса), стрелковый полк (из Фюрстенвальде).
- При переформировании объединений ГСВГ механизированные армии вновь стали именоваться танковыми, изменилась нумерация некоторых дивизий.
- В 1957 году сформирован 26-й отдельный батальон специального назначения (спецназ ГРУ, 485 военнослужащих).
- В 1958 году сформированы две тяжёлые танковые дивизии (13-я и 25-я), которые первыми в Вооружённых Силах СССР оснащались новейшими тяжёлыми танками Т-10.

## Изменения в 1960-е годы
- 3-я гвардейская танковая армия и 4-я гвардейская танковая армия стали именоваться 18-й гвардейской общевойсковой армией и 20-й гвардейской общевойсковой армией соответственно.
- Произведена реорганизация, в ходе которой изменилась подчиненность некоторых дивизий и частей, вызванная их дислокацией на данный момент.
- В 1965 году, в целях сохранения боевых традиций и в честь 20-летия Победы в Великой Отечественной войне, ряду соединений была возвращена нумерация периода Великой Отечественной войны.
- В 1966 году сформирована 3-я отдельная гвардейская бригада специального назначения.
- 21 августа 1968 года силами 7-ми дивизий 1-й гвардейской танковой и 20-й гвардейской общевойсковой армий войска ГСВГ были введены в Чехословакию. В операции участвовали 9-я и 11-я гвардейская танковые, 6-я, 14-я, 20-я, 27-я гвардейские и 35-я мотострелковые дивизии, располагавшие 2 тыс. танков и 2 тыс. бронетранспортеров. По завершении операции «Дунай» соединений вернулись к местам своих дислокаций в Германии.
- В 1960-е годы была расформирована 11-я гвардейская мотострелковая дивизия (бывший 7-й гвардейский Нежинско-Кузбасский мехкорпус) — соединение бывшей 4-й гв. ТА; один из полков этой дивизии сохранился в составе 35-й мсд 20-й гв. ОА до вывода дивизии из Германии.

## Изменения в 1970-е годы
В состав Группы входили 6 армий:
- 1-я гвардейская танковая армия,
- 2-я гвардейская танковая армия;
- 3-я общевойсковая армия,
- 8-я гвардейская общевойсковая армия,
- 20-я гвардейская общевойсковая армия.

Управления армий объединяли 10 танковых дивизий:
- 6-я гвардейская танковая Киевско-Берлинская дивизия (б. 6-й гв. тк);
- 7-я гвардейская танковая Киевско-Берлинская дивизия (б. 7-й гв. тк);
- 9-я танковая Бобруйско-Берлинская дивизия (б. 9-й тк);
- 10-я гвардейская танковая Уральско-Львовская дивизия (б. 10-й гв. тк);
- 11-я гвардейская танковая Прикарпатско-Берлинская дивизия (б. 11-й гв. тк);
- 12-я гвардейская танковая Уманьская дивизия (б. 12-й гв. тк);
- 16-я гвардейская танковая Уманьская дивизия (б. 9-й гв. тк);
- 25-я танковая Краснознамённая дивизия (б. 25-й тк);
- 47-я гвардейская танковая Нижнеднепровская дивизия (б. 47-я сд);
- 79-я гвардейская танковая Запорожская дивизия (б. 79-я сд)

И 10 мотострелковых дивизий:
- 6-я гвардейская мотострелковая Львовская дивизия (б. 6-й гв. мк);
- 14-я гвардейская мотострелковая Полтавская дивизия (б. 9-я гв. вдд);
- 20-я гвардейская мотострелковая Прикарпатско-Берлинская дивизия (б. 8-й гв. мк);
- 21-я мотострелковая Таганрогская дивизия (б. 416-я сд);
- 27-я гвардейская мотострелковая Омско-Новобугская дивизия (б 27-я гв. сд);
- 35-я мотострелковая Красноградская дивизия (б. 1-й мк);
- 39-я гвардейская мотострелковая Барвенковская дивизия (б. 39-я гв. сд);
- 57-я гвардейская мотострелковая Новобугская дивизия (б. 57-я гв. сд);
- 94-я гвардейская мотострелковая Звенигородско-Берлинская дивизия (б. 94-я гв. сд);
- 207-я мотострелковая Померанская дивизия (б. 207-я сд).

Из Группы выведено 1000 танков, управление 18-й гвардейской общевойсковой армии и 6-я гвардейской танковой дивизии выведено в БВО.
- В 1972 году сформирована 341-я школа прапорщиков (Форст-Цинна).
- В 1976 году сформирована 82-я отдельная радиотехническая бригада особого назначения (Торгау).
- В 1977 году расформирован Театр ГСВГ (Потсдам).
- В 1979 году в состав Группы вводятся десантно-штурмовые подразделения — из СССР переброшена 35-я отдельная гвардейская десантно-штурмовая бригада и сформировано четыре отдельных десантно-штурмовых батальона при штабах 1-й гв. ТА, 2-й гв. ТА., 3-й ОА и 8-й гв. ОА.

## Изменения в 1980-е годы
В 1980-е годы в ГСВГ входили 11 танковых и 8 мотострелковых дивизий.

### 1982
- 14-я гвардейская мотострелковая дивизия переформирована в 32-ю гвардейскую танковую дивизию.

### 1985
В 1985 году, в соответствии с директивами Министра обороны СССР № 314/1/00900 от 4 декабря 1984 года и Генерального штаба ВС СССР № 314/3/0224 от 8 февраля 1985 года 6-я гв. мотострелковая дивизия была переименована в 90-ю гвардейскую танковую Львовскую ордена Ленина Краснознамённую ордена Суворова дивизию (формирования 1985 года)..

### 1988
- В танковых дивизиях Группы начинается сокращение более 20 % танков, а в мотострелковых дивизиях Группы — до 40 % танков. Вместе с сокращением начинается обновление танкового парка. Вывод ракетной бригады в/ч п.п.65598 в связи с подписанием договора о сокращении ракет средней и меньшей дальности

### 1989
- Выведены и расформированы: 7-я гвардейская танковая дивизия (из состава 3-й армии); 25-я танковая дивизия и 32-я гвардейская танковая дивизия (из состава 20-й гвардейской армии); два отдельных танковых полка и восемь отдельных батальонов[4]

## 1991-й год

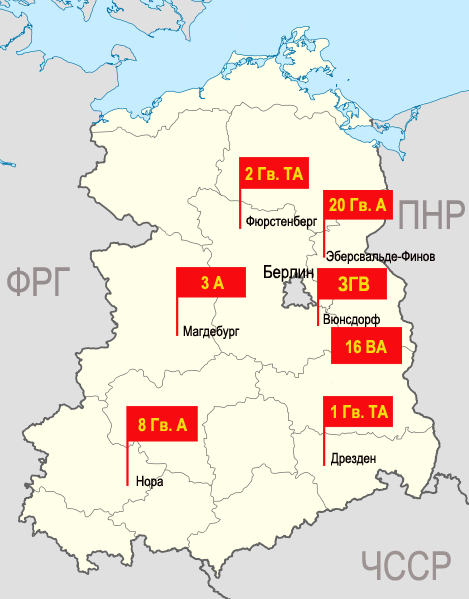
Aрмий ЗГВ на территории бывшей ГДР по состоянию 1991 г.

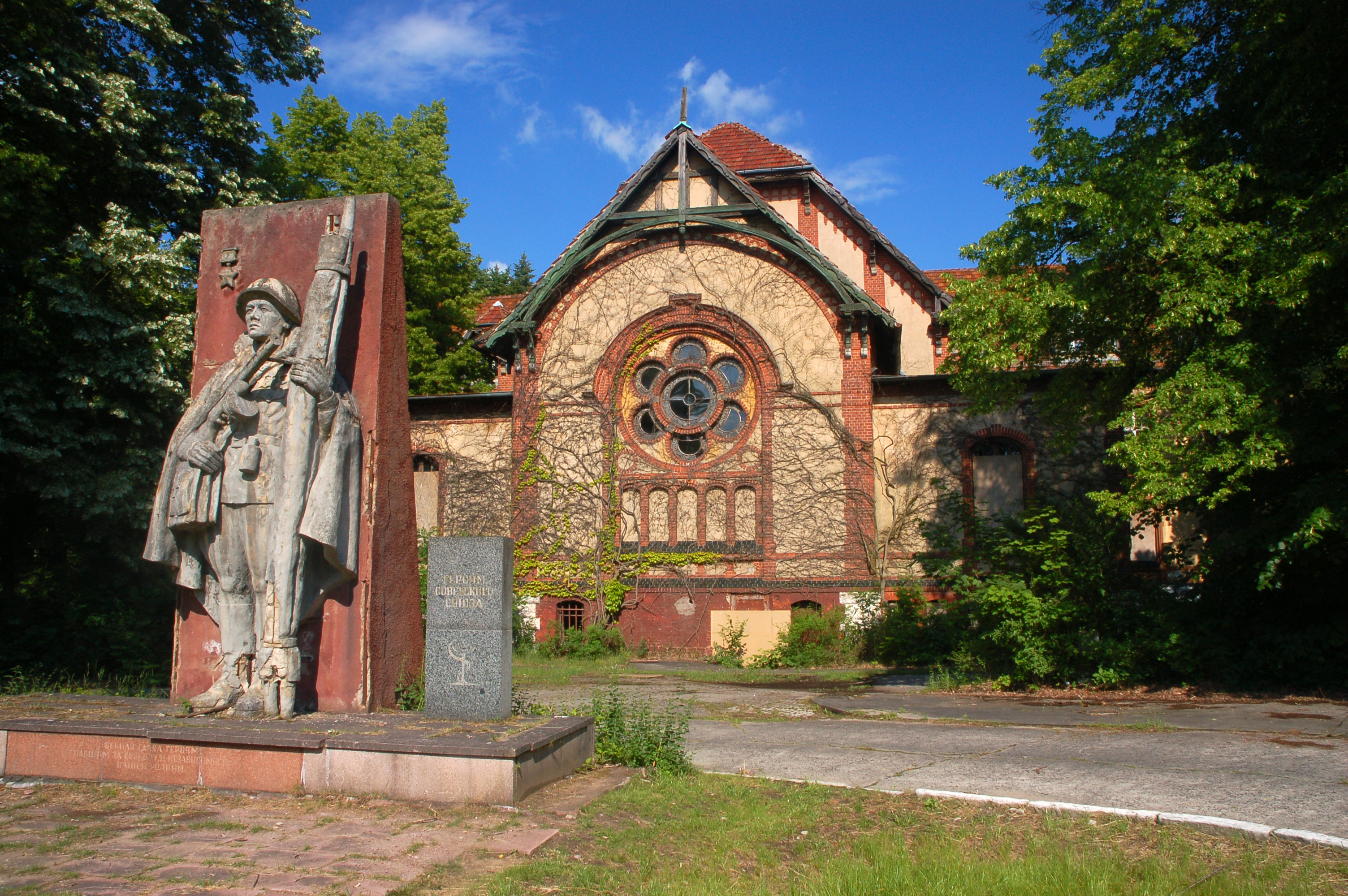
Центральный военный госпиталь ГСВГ (Белиц)

### Управление ГСВГ (ЗГВ), формации Группового подчинения
| Обозначение        | Обозначение                                       | Дислокация | Войсковой часть | Войсковой часть | Примечание |
| Обозначение        | Обозначение                                       | Дислокация | пп №            | позывной        | Примечание |
| 1                  | 1                                                 | 2          | 3               | 4               | 5          |
| ------------------ | ------------------------------------------------- | ---------- | --------------- | --------------- | ---------- |
|                    |                                                   |            |                 |                 |            |
| Штаб группы войск: | Штаб группы войск:                                | Вюнсдорф   |                 | Ранет           |            |
|                    | Политическое управление                           | Вюнсдорф   | 48251           |                 |            |
|                    | Запасной командный пункт                          | Мёлау      | 24382           | Редут           |            |
|                    | Управление ПВО                                    | Вюнсдорф   | 01131           |                 |            |
|                    | Автомобильное управление                          | Вюнсдорф   |                 |                 |            |
|                    | 1014-й командный пункт ПВО                        | Вюнсдорф   | 18178           |                 |            |
|                    | Управление вооружения                             | Вюнсдорф   | 56663           |                 |            |
|                    | Бронетанковое управление                          | Вюнсдорф   |                 |                 |            |
|                    | Разведывательное управление                       | Вюнсдорф   | 89430           |                 |            |
|                    | Управление ракетных войск и артиллерии            | Вюнсдорф   |                 |                 |            |
|                    | Управление войск связи                            | Вюнсдорф   | 16470           |                 |            |
|                    | Управление инженерных войск                       | Вюнсдорф   | 24566           |                 |            |
|                    | Управление медицинской службы                     | Вюнсдорф   | 07365           |                 |            |
|                    | Управление службы войск                           | Вюнсдорф   | 71650           |                 |            |
|                    | Управление химических войск                       | Вюнсдорф   | 24445           |                 |            |
|                    | Управление строительства и расквартирования войск | Вюнсдорф   |                 |                 |            |
|                    | Управление военных сообщений                      | Вюнсдорф   |                 |                 |            |
|                    | Управление торговли                               | Вюнсдорф   |                 |                 |            |
|                    | Управление финансовой службы                      | Вюнсдорф   |                 |                 |            |

#### Соединения и части Группового подчинения
| Обозначение | Обозначение | Дислокация               | Войсковой часть | Войсковой часть | Примечание                                                        |
| Обозначение | Обозначение | Дислокация               | пп №            | позывной        | Примечание                                                        |
| 1 | 1 | 2                        | 3               | 4               | 5                                                                 |
| --- | --- | ------------------------ | --------------- | --------------- | ----------------------------------------------------------------- |
| | |                          |                 |                 |                                                                   |
| - Сухопутные и общевойсковые -                                                                                             | |                          |                 |                 |                                                                   |
| 3-я отдельная гвардейская Варшавско-Берлинская Краснознамённая, ордена Суворова бригада специального назначения            | 3-я отдельная гвардейская Варшавско-Берлинская Краснознамённая, ордена Суворова бригада специального назначения            | Ной-Тиммен, Фюрстенберг  | 83149           |                 | спецназ ГРУ, выведена в 1990 году 53°12′24″ с. ш. 13°12′14″ в. д. |
| | 501-й отдельный отряд специального назначения                                                                              |                          |                 |                 |                                                                   |
| | 503-й отдельный отряд специального назначения                                                                              | 21209                    |                 |                 |                                                                   |
| | 509-й отдельный отряд специального назначения                                                                              | 21353                    |                 |                 |                                                                   |
| | 510-й отдельный отряд специального назначения                                                                              |                          |                 |                 |                                                                   |
| | 512-й отдельный отряд специального назначения                                                                              |                          |                 |                 |                                                                   |
| 82-я отдельная Варшавская Краснознаменная ордена Александра Невского радиотехническая бригада                              | 82-я отдельная Варшавская Краснознаменная ордена Александра Невского радиотехническая бригада                              | Торгау                   | 41476           |                 | осназ ГРУ                                                         |
| 35-я отдельная гвардейская десантно-штурмовая бригада                                                                      | 35-я отдельная гвардейская десантно-штурмовая бригада                                                                      | Коттбус                  | 16407           | Веский          | до 1990 г.                                                        |
| 6-я отдельная гвардейская мотострелковая Берлинская бригада                                                                | 6-я отдельная гвардейская мотострелковая Берлинская бригада                                                                | Берлин, Карлсхорст       | 64944           | Мореход         |                                                                   |
| | 133-й отдельный мотострелковый батальон                                                                                    | Берлин Карлсхорст        | 81544           |                 |                                                                   |
| | 154-й отдельный мотострелковый батальон                                                                                    | Берлин Карлсхорст        | 65007           |                 |                                                                   |
| | 178-й отдельный мотострелковый батальон                                                                                    | Берлин Карлсхорст        | 65016           |                 |                                                                   |
| | 53-й отдельный танковый батальон                                                                                           | Берлин Карлсхорст        |                 |                 |                                                                   |
| | 54-й отдельный танковый батальон                                                                                           | Берлин Карлсхорст        |                 |                 |                                                                   |
| | 65-й отдельный танковый батальон                                                                                           | Берлин Карлсхорст        |                 |                 |                                                                   |
| 43-й отдельный ордена Красной Звезды полк охраны и обеспечения                                                             | 43-й отдельный ордена Красной Звезды полк охраны и обеспечения                                                             | Вюнсдорф                 | 80340           | Вал             |                                                                   |
| 814-й отдельный зенитный ракетный полк                                                                                     | 814-й отдельный зенитный ракетный полк                                                                                     | Рехаген                  | 96574           | Редиска         |                                                                   |
| 27-й понтонно-мостовой полк                                                                                                | 27-й понтонно-мостовой полк                                                                                                | Виттенберг               | 50920           |                 |                                                                   |
| 57 военно-строительная бригада                                                                                             | 57 военно-строительная бригада                                                                                             | Форст Цинна              | 72760           |                 |                                                                   |
| Дивизионная автомобильная ремонтная мастерская                                                                             | Дивизионная автомобильная ремонтная мастерская                                                                             | Потсдам                  | 55872           |                 |                                                                   |
| Ансамбль песни и пляски | Ансамбль песни и пляски | Вюнсдорф                 | 48251—Б         |                 | В 1994 году переформирован в Ансамбль песни и пляски ВДВ          |
| Редакция ордена Красного знамени газеты «Советская армия»                                                                  | Редакция ордена Красного знамени газеты «Советская армия»                                                                  | Вюнсдорф                 | 48251—А         |                 | с 1991 — «Наследник Победы»                                       |
| 1249-й отдельный батальон материального обеспечения                                                                        | 1249-й отдельный батальон материального обеспечения                                                                        | Потсдам                  | 55946           |                 |                                                                   |
| 199-й отдельный медико-санитарный батальон                                                                                 | 199-й отдельный медико-санитарный батальон                                                                                 | Потсдам                  | 50642           |                 |                                                                   |
| Центральный госпиталь ГСВГ                                                                                                 | Центральный госпиталь ГСВГ                                                                                                 | Белиц-Хайльштеттен       |                 |                 |                                                                   |
| Госпиталь ВВС | Госпиталь ВВС | Кёнигс — Вустерхаузен    |                 |                 |                                                                   |
| 341-я школа прапорщиков | 341-я школа прапорщиков | Форст Цинна              | 44991           |                 |                                                                   |
| - Авиация группового подчинения -                                                                                          | |                          |                 |                 |                                                                   |
| 239-й отдельный гвардейский вертолётный Белгородский Краснознамённый полк                                                  | 239-й отдельный гвардейский вертолётный Белгородский Краснознамённый полк                                                  | Ораниенбург              | 79048           | Ртутный         | выведен в Ефремов, расформирован в 1998                           |
| 375 отдельный батальон аэродромно-технического обеспечения                                                                 | 375 отдельный батальон аэродромно-технического обеспечения                                                                 | Ораниенбург              | 57875           | Ртутный         |                                                                   |
| 113-я отдельная смешанная авиационная эскадрилья                                                                           | 113-я отдельная смешанная авиационная эскадрилья                                                                           | Ораниенбург              | 42089           | Ртутный         |                                                                   |
| 292-я отдельная вертолётная эскадрилья радиоэлектронной борьбы - 1780-я отдельная рота аэродромно-технического обеспечения | 292-я отдельная вертолётная эскадрилья радиоэлектронной борьбы - 1780-я отдельная рота аэродромно-технического обеспечения | Кохштедт                 | 22632           | Аэроплан        |                                                                   |
| 345-я отдельная авиационная эскадрилья - 366-я отдельная рота аэродромно-технического обеспечения                          | 345-я отдельная авиационная эскадрилья - 366-я отдельная рота аэродромно-технического обеспечения                          | Нора                     | 62023           | Нагар           |                                                                   |
| 39-й отдельный разведывательный авиационный отряд                                                                          | 39-й отдельный разведывательный авиационный отряд                                                                          | Шперенберг               | 54243           | Синоним         |                                                                   |
| 330-й отдельный вертолётный отряд                                                                                          | 330-й отдельный вертолётный отряд                                                                                          | Дрезден                  | 23299           | Мебель → Лира   |                                                                   |
| - Артиллерия группового подчинения -                                                                                       | |                          |                 |                 |                                                                   |
| 34-я артиллерийская дивизия                                                                                                | 34-я артиллерийская дивизия                                                                                                | Потсдам                  | 55872           | Вырезка         | выведена в Мулино                                                 |
| | 286-я гвардейская гаубичная артиллерийская Пражская Краснознамённая, орденов Кутузова и Богдана Хмельницкого бригада       | Потсдам                  | 50560           | Флажечный       | выведена в Мулино                                                 |
| | 288-я тяжёлая гаубичная артиллерийская Варшавская Краснознамённая, ордена Кутузова бригада                                 | Хемниц                   | 50618           | Хайдар          | выведена в Мулино                                                 |
| | 303-я гвардейская пушечная артиллерийская Калинковичская дважды Краснознамённая, орденов Суворова и Кутузова бригада       | Альтенграбов             | 50432           | Биоскоп         | выведена в Мулино                                                 |
| | 122-я противотанковая артиллерийская бригада                                                                               | Кёнигсбрюк               | 11604           |                 | выведена в Тамбов                                                 |
| | 307-я реактивная артиллерийская Бранденбургская ордена Кутузова бригада                                                    | Хемниц                   | 80847           | Цебарка         | 1987—1989                                                         |
| | 281-я учебная самоходная артиллерийская бригада                                                                            | Потсдам                  | 95826           | Эхолотный       | 1985—1990 (КВО)                                                   |
| 119-я ракетная бригада | 119-я ракетная бригада | Кёнигсбрюк               | 65598           |                 | 1984—1988                                                         |
| 152-я гвардейская ракетная Брестско-Варшавская, ордена Ленина, Краснознамённая, ордена Кутузова бригада                    | 152-я гвардейская ракетная Брестско-Варшавская, ордена Ленина, Краснознамённая, ордена Кутузова бригада                    | Альт-Штрелиц             | 96759           |                 | в конце 1980-х выведена в Черняховск                              |
| 164-я ракетная бригада | 164-я ракетная бригада | Коттбус                  | 17850           | Калька          |                                                                   |
| 175-я гвардейская ракетная Ясская бригада                                                                                  | 175-я гвардейская ракетная Ясская бригада                                                                                  | Ошатц                    | 66553           | Десерт          |                                                                   |
| - Ремонтные предприятия группового подчинения -                                                                            | |                          |                 |                 |                                                                   |
| — 120-й бронетанковый ремонтный завод                                                                                      | — 120-й бронетанковый ремонтный завод                                                                                      | Кирхмёзер                |                 |                 |                                                                   |
| — 184-й бронетанковый ремонтный завод                                                                                      | — 184-й бронетанковый ремонтный завод                                                                                      | Магдебург                |                 |                 |                                                                   |
| — 193-й бронетанковый ремонтный завод                                                                                      | — 193-й бронетанковый ремонтный завод                                                                                      | Вюнсдорф                 |                 |                 |                                                                   |
| — 134-й артиллерийский ремонтный завод                                                                                     | — 134-й артиллерийский ремонтный завод                                                                                     | Фюрстенвальде            |                 |                 |                                                                   |
| — 511-й артиллерийский ремонтный завод                                                                                     | — 511-й артиллерийский ремонтный завод                                                                                     | Хайдефельд               | 20633           |                 |                                                                   |
| — 556-й ремонтный завод инженерной техники                                                                                 | — 556-й ремонтный завод инженерной техники                                                                                 | Вердер                   |                 |                 |                                                                   |
| — 133-й ремонтный завод средств связи                                                                                      | — 133-й ремонтный завод средств связи                                                                                      | Луккенвальде             |                 |                 |                                                                   |
| — 43-й авторемонтный завод                                                                                                 | — 43-й авторемонтный завод                                                                                                 | Бернау                   | 36290           |                 |                                                                   |
| — 52-й авторемонтный завод                                                                                                 | — 52-й авторемонтный завод                                                                                                 | н.у.                     |                 |                 |                                                                   |
| — 53-й авторемонтный завод (Завод «Прогресс»)                                                                              | — 53-й авторемонтный завод (Завод «Прогресс»)                                                                              | Кёнигс-Вустерхаузен      | 18702           |                 |                                                                   |
| — 5-й отдельный ремонтно-восстановительный батальон                                                                        | — 5-й отдельный ремонтно-восстановительный батальон                                                                        | Куммерсдорф-Гут          |                 |                 |                                                                   |
| - Части Балтийского флота -                                                                                                | |                          |                 |                 |                                                                   |
| — 234-й дивизион кораблей охраны водного района                                                                            | — 234-й дивизион кораблей охраны водного района                                                                            | Засниц                   | 09822           |                 |                                                                   |
| — Морские радиотехнические посты особого назначения БФ                                                                     | — Морские радиотехнические посты особого назначения БФ                                                                     | Вустров, Ломе, Вик       | 99721           |                 |                                                                   |
| - Склады особых боеприпасов - (нем. Sonderwaffenlager)                                                                     | |                          |                 |                 |                                                                   |
| — Склад особых боеприпасов — Бранд                                                                                         | — Склад особых боеприпасов — Бранд                                                                                         | Бранд (аэродром)         |                 |                 | 52°00′42″ с. ш. 13°46′51″ в. д.                                   |
| — Склад особых боеприпасов — Финстервальде                                                                                 | — Склад особых боеприпасов — Финстервальде                                                                                 | Финстервальде (аэродром) |                 |                 | 51°35′40″ с. ш. 13°45′11″ в. д.                                   |
| — Склад особых боеприпасов — Гросенхайн                                                                                    | — Склад особых боеприпасов — Гросенхайн                                                                                    | Гросенхайн (аэродром)    |                 |                 | 51°18′18″ с. ш. 13°32′56″ в. д.                                   |
| — Склад особых боеприпасов — Химелпфорт                                                                                    | — Склад особых боеприпасов — Химелпфорт                                                                                    | Фюрстенберг (Хафель)     |                 |                 | 53°10′35″ с. ш. 13°16′52″ в. д.                                   |
| — Склад особых боеприпасов — Столценхайн                                                                                   | — Склад особых боеприпасов — Столценхайн                                                                                   | Шёневальде               |                 |                 | 51°52′00″ с. ш. 13°09′48″ в. д.                                   |

### 1-я гвардейская танковая Краснознамённая армия
Штаб 1-й гвардейской танковой армии (Дрезден) вч пп 08608, позывной — Лира (в 1993 году выведена в Смоленск, расформирована в 1998 году, вновь создана в составе ВС РФ в 2014 году)

#### Соединения и части армейского подчинения
| Обозначение                                                                                               | Обозначение                                                                                               | Дислокация      | Войсковой часть | Войсковой часть | Прим.                                         |
| Обозначение                                                                                               | Обозначение                                                                                               | Дислокация      | пп №            | позывной        | Прим.                                         |
| 1 | 1 | 2               | 3               | 4               | 5                                             |
| --- | --- | --------------- | --------------- | --------------- | --------------------------------------------- |
| | |                 |                 |                 |                                               |
| 234-й отдельный батальон охраны и обеспечения                                                             | 234-й отдельный батальон охраны и обеспечения                                                             | Дрезден         |                 |                 |                                               |
| 602-я отдельная рота специального назначения                                                              | 602-я отдельная рота специального назначения                                                              | Дрезден         | 33811           |                 | спецназ ГРУ                                   |
| 1044-й отдельный десантно-штурмовой батальон                                                              | 1044-й отдельный десантно-штурмовой батальон                                                              | Кёнигсбрюк      | 47518,          | Эфедрин         | до 1990 г.                                    |
| 147-й отдельный танковый полк                                                                             | 147-й отдельный танковый полк                                                                             | Плауэн          | 93259           | Низкий          | переформирован в 734-й мсп                    |
| 181-я гвардейская ракетная Новозыбковская Краснознамённая, орденов Суворова и Александра Невского бригада | 181-я гвардейская ракетная Новозыбковская Краснознамённая, орденов Суворова и Александра Невского бригада | Кохштeдт        | 66047           | Основа          |                                               |
| 101-й отдельный учебный танковый полк                                                                     | 101-й отдельный учебный танковый полк                                                                     | Дрезден, Кракау | 86747           | Флюс            | расформирован в начале 1991 г. в ЗГВ          |
| 432-я ракетная бриада                                                                                     | 432-я ракетная бриада                                                                                     | Вурцен          |                 |                 |                                               |
| 53-я зенитная ракетная бригада                                                                            | 53-я зенитная ракетная бригада                                                                            | Альтенбург      |                 |                 | 1970, 1984—1992, выведена в Курскую область   |
| 308-я пушечная артиллерийская Лодзинская орденов Суворова и Кутузова бригада                              | 308-я пушечная артиллерийская Лодзинская орденов Суворова и Кутузова бригада                              | Цайтхайн        | 25526           | Текстильщик     |                                               |
| 225-й отдельный вертолётный полк                                                                          | 225-й отдельный вертолётный полк                                                                          | Альтштедт       |                 |                 |                                               |
| 485-й отдельный вертолётный полк                                                                          | 485-й отдельный вертолётный полк                                                                          | Брандис         |                 |                 | выведен в п. Алакуртти Мурманской области     |
| 6-я отдельная вертолётная эскадрилья                                                                      | 6-я отдельная вертолётная эскадрилья                                                                      | Клоцше          |                 |                 |                                               |
| 269-я отдельная эскадрилья беспилотных летательных аппаратов                                              | 269-я отдельная эскадрилья беспилотных летательных аппаратов                                              | Брандис         | 38676           | Оптика          |                                               |
| 443-я отдельная инженерно-сапёрная бригада                                                                | 443-я отдельная инженерно-сапёрная бригада                                                                | Дрезден         |                 |                 |                                               |
| 68-й понтонно-мостовой полк                                                                               | | Дрезден         |                 |                 |                                               |
| 6-й отдельный переправочно-десантный батальон                                                             | | Дрезден         |                 |                 |                                               |
| 3-й отдельный гвардейский Прикарпатский полк связи                                                        | 3-й отдельный гвардейский Прикарпатский полк связи                                                        | Дрезден         |                 |                 |                                               |
| 829-й отдельный радиорелейно-кабельный батальон связи                                                     | 829-й отдельный радиорелейно-кабельный батальон связи                                                     | Майсен          | 75235           | Проба           |                                               |
| 253-й отдельный радиотехнический полк                                                                     | 253-й отдельный радиотехнический полк                                                                     | Мерзебург       |                 |                 |                                               |
| 51-й отдельный радиотехнический батальон                                                                  | |                 |                 |                 |                                               |
| 106-й отдельный батальон радиоэлектронной борьбы                                                          | |                 |                 |                 |                                               |
| 595-й отдельный батальон разведки заражения                                                               | 595-й отдельный батальон разведки заражения                                                               | Хемниц          |                 |                 | выведен в г. Медвежьегорск Республика Карелия |
| 41-я бригада материального обеспечения                                                                    | 41-я бригада материального обеспечения                                                                    | Дрезден         |                 |                 |                                               |
| 303-й отдельный ремонтно-восстановительный батальон                                                       | |                 |                 |                 |                                               |
| 338-й отдельный ремонтно-восстановительный батальон                                                       | |                 |                 |                 |                                               |
| Ансамбль песни и пляски                                                                                   | Ансамбль песни и пляски                                                                                   | Дрезден         | 153337          |                 |                                               |

#### 9-я танковая Бобруйско-Берлинская Краснознамённая, ордена Суворова дивизия
Штаб 9-й танковой дивизии (Риза) вч пп 60990, позывной — Стрелка
| Обозначение | Обозначение | Дислокация | Войсковой часть | Войсковой часть | Прим. |
| Обозначение | Обозначение | Дислокация | пп №            | позывной        | Прим. |
| 1 | 1 | 2          | 3               | 4               | 5     |
| --- | --- | ---------- | --------------- | --------------- | ----- |
| | |            |                 |                 |       |
| 1-й гвардейский танковый Чертковский дважды ордена Ленина, Краснознамённый, орденов Суворова, Кутузова и Богдана Хмельницкого полк (Цайтхайн) | 1-й гвардейский танковый Чертковский дважды ордена Ленина, Краснознамённый, орденов Суворова, Кутузова и Богдана Хмельницкого полк (Цайтхайн) | Цайтхайн   | 58846           |                 |       |
| 70-й гвардейский танковый Проскуровско-Берлинский ордена Ленина, Краснознамённый, ордена Кутузова полк                                        | 70-й гвардейский танковый Проскуровско-Берлинский ордена Ленина, Краснознамённый, ордена Кутузова полк                                        | Цайтхайн   | 60513           | Жаровой         |       |
| 302-й мотострелковый полк | 302-й мотострелковый полк | Риза       | 52262           | Плашка          |       |
| 1321-й мотострелковый Глуховско-Речицкий ордена Ленина, Краснознамённый, ордена Суворова полк                                                 | 1321-й мотострелковый Глуховско-Речицкий ордена Ленина, Краснознамённый, ордена Суворова полк                                                 | Цайтхайн   | 58639           |                 |       |
| 96-й самоходно-артиллерийский полк | 96-й самоходно-артиллерийский полк | Борна      | 67749           |                 |       |
| 216-й зенитно-ракетный полк | 216-й зенитно-ракетный полк | Цайтхайн   | 11458           |                 |       |
| 13-й отдельный разведывательный батальон | 13-й отдельный разведывательный батальон | Цейтхайн   | 47442           |                 |       |
| 696-й отдельный батальон связи | 696-й отдельный батальон связи | Риза       | 47364           |                 |       |
| 109-й отдельный инженерно-сапёрный батальон                                                                                                   | 109-й отдельный инженерно-сапёрный батальон                                                                                                   | Ошац       | 10885           |                 |       |
| 112-й отдельный батальон химической защиты | 112-й отдельный батальон химической защиты | Риза       | 25480           |                 |       |
| 1071-й отдельный батальон материального обеспечения                                                                                           | 1071-й отдельный батальон материального обеспечения                                                                                           | Ошац       | 47314           |                 |       |
| 68-й отдельный ремонтно-восстановительный батальон                                                                                            | 68-й отдельный ремонтно-восстановительный батальон                                                                                            | Цайтхайн   | 92016           |                 |       |
| 200-й отдельный медико-санитарный батальон | 200-й отдельный медико-санитарный батальон | Риза       | 58514           |                 |       |

#### 11-я гвардейская танковая Прикарпатско-Берлинская Краснознамённая, ордена Суворова дивизия
Штаб 11-й гвардейской танковой дивизии (Дрезден) вч пп 58325, позывной — Рапид
- 7-й гвардейский танковый Новгородско-Берлинский Краснознамённый, орденов Суворова и Красной Звезды полк (Майссен) вч пп 60636, позывной — Падеж
- 40-й гвардейский танковый Чертковский ордена Ленина, Краснознамённый, орденов Суворова, Богдана Хмельницкого и Красной Звезды полк (Кёнигсбрюк) вч пп 47518, позывной — Ранетка
- 44-й гвардейский танковый Бердичевский ордена Ленина, Краснознамённый, орденов Суворова, Кутузова, Богдана Хмельницкого, Красной Звезды и орденов Сухэ-Батора и Боевого Красного Знамени Монгольской Народной Республики полк (Кёнигсбрюк) вч пп 34998, позывной — Комплимент
- 249-й гвардейский мотострелковый Черновицкий Краснознамённый, орденов Суворова и Богдана Хмельницкого полк (Дрезден) вч пп 60560, позывной — Бунт
- 841-й гвардейский самоходно-артиллерийский Черновицкий Краснознамённый, орденов Богдана Хмельницкого и Красной Звезды полк (Хемниц) вч пп 58961, позывной — Хоккеист
- 1018-й зенитно-ракетный Ярославский Краснознамённый, ордена Богдана Хмельницкого полк (Майссен) вч пп 58505, позывной — Глютин
- 9-й отдельный гвардейский Бранденбургский ордена Красной Звезды разведывательный батальон (Дрезден) вч пп 47596
- 153-й отдельный гвардейский Прикарпатский Краснознамённый батальон связи (Дрезден) вч пп 58293
- 134-й отдельный гвардейский инженерно-сапёрный Висленский Краснознамённый батальон (Майссен) вч пп 47593, позывной — Массан
- 528-я отдельная рота химической защиты (Дрезден) вч пп 25495
- 1073-й отдельный батальон материального обеспечения (Кёнигсбрюк) позывной — Агреман
- 61-й отдельный ремонтно-восстановительный батальон (Клоче) вч пп 19685, позывной — Ольховый
- 189-й отдельный медико-санитарный батальон (Хеллерау) вч пп 58837

#### 20-я гвардейская мотострелковая Прикарпатско-Берлинская Краснознамённая, ордена Суворова дивизия
Штаб 20-й гвардейской мотострелковой дивизии (Гримма) вч пп 22220, позывной — Стрекач
- 29-й гвардейский мотострелковый Люблинский Краснознамённый, орденов Суворова и Кутузова полк (Плауэн) вч пп 38868, позывной — Адсорбент
- 67-й гвардейский мотострелковый Ярославский Краснознамённый, орденов Суворова и Богдана Хмельницкого полк (Гримма) вч пп 35145
- 242-й гвардейский мотострелковый Залещицкий ордена Ленина, Краснознамённый, орденов Суворова, Кутузова и Богдана Хмельницкого полк (Вурцен) вч пп 20004
- 576-й гвардейский Бобруйский ордена Ленина, Краснознамённый, ордена Суворова мотострелковый полк (Глаухау) вч пп 60366
- 944-й гвардейский самоходно-артиллерийский Черновицко-Гнезненский Краснознамённый, орденов Суворова и Богдана Хмельницкого полк (Лайсниг)
- 358-й гвардейский зенитно-ракетный Прикарпатско-Гнезненский Краснознамённый, орденов Кутузова, Богдана Хмельницкого и Красной Звезды полк (Лайсниг) вч пп 61186
- 20-й отдельный танковый батальон (Поммсен) вч пп 42253
- 487-й отдельный противотанковый дивизион (Ошац)
- 68-й отдельный гвардейский разведывательный батальон (Плауэн) вч пп 60324
- 454-й отдельный гвардейский Прикарпатский ордена Красной звезды батальон связи (Гримма) вч пп 58936
- 133-й отдельный гвардейский инженерно-сапёрный Прикарпатский Краснознамённый батальон (Лейпциг, Тауха) вч пп 58848
- 153-й отдельный батальон химической защиты (Хемниц) вч пп 25469
- 1124-й отдельный батальон материального обеспечения (Гримма) вч пп 58605
- 39-й отдельный ремонтно-восстановительный батальон (Лейпциг) вч пп 38726 позывной — Каратон
- 347-й отдельный медико-санитарный батальон (Гримма) вч пп 58780

### 2-я гвардейская танковая Краснознамённая армия
Штаб 2-й гвардейской танковой армии (Фюрстенберг) вч пп 04085, позывной — Астра (выведена в Самару, расформирована в 1997 году)

#### Соединения и части армейского подчинения
- 138-й отдельный танковый полк (Примервальде, до 1990 г.) вч пп 57044, позывной — Калория
- 221-й отдельный танковый полк (Техентин—Хагенов, до 1990 г.) вч пп 93273
- 145-й отдельный танковый полк (Гарделеген, до 1990 г.) вч пп 55550, позывной — Душник
- 1185-й отдельный десантно-штурмовой батальон (Равенсбрюк, до 1990 г.) вч пп 89730
- 527-я отдельная рота специального назначения (Штендаль) вч пп 21734 (спецназ ГРУ)
- 240-й отдельный батальон охраны и обеспечения (Фюрстенберг) вч пп 84975
- 172-й отдельный вертолётный полк (Дамм) вч пп 15420, позывной — Клич
- 439-й отдельный вертолётный полк (Дамм) вч пп 27805
- 9-я отдельная вертолётная эскадрилья (Нойруппин) вч пп 83163
- ? отдельная эскадрилья беспилотных летательных аппаратов (Пархим) вч пп 38706
- 290-я артиллерийская бригада (Швайнрих) вч пп 35636, позывной — Рогатка
- 112-я гвардейская ракетная Новороссийская ордена Ленина, Краснознамённая, орденов Суворова, Кутузова, Богдана Хмельницкого и Александра Невского бригадa (Генцроде) вч пп 14353
- 458-я ракетная бригада (Штрелиц-Альт) вч пп 96759
- 61-я зенитная ракетная бригада (Штатс) вч пп 44249, позывной — Битюг
- 412-й отдельный зенитный ракетный дивизион (Гарделеген) вч пп 44663, позывной — Докладной
- 250-й отдельный радиотехнический полк (Стендаль) вч пп 89591
- 52-й отдельный радиотехнический батальон (Равенсбрюк) вч пп 34814, позывной — Вершок, Каран
- 908-й отдельный батальон радиоэлектронной борьбы (Вуллков) вч пп 61639
- 702-й отдельный центр радиоэлектронной разведки (Дисдорф) вч пп 33947, позывной — Горка
- 5-й отдельный гвардейский Демблинско-Померанский орденов Кутузова и Александра Невского полк связи (Равенсбрюк) вч пп 89730, позывной — Звонковый
- 836-й отдельный радиорелейнокабельный батальон Нойруппин до 1991 г. позже (Генцроде) вч пп 44321- позывной — Морковь
- 76-й узел связи (Фюрстенберг) вч пп 70717, позывой — Астра
- 480-й отдельный инженерно-сапёрный батальон (Ратенов) вч пп 41651, позывой — Пагода
- 69-й понтонно-мостовой полк (Ратенов) вч пп 43443,
- 15-й отдельный переправочно-десантный батальон
- 52-й отдельный батальон разведки заражения (Ратенов), позывной — Офелия
- 118-я бригада материального обеспечения (Равенсбрюк) вч пп 74956
- 68-й отдельный автомобильный батальон (Фюрстенберг) вч пп 01410
- 1223-й армейский продовольственный склад (Фюрстенберг) вч пп 33532, позывной — Накопитель
- 297-й отдельный ремонтно-восстановительный батальон (Фюрстенберг) вч пп 77079
- 310-й отдельный ремонтно-восстановительный батальон (Фюрстенберг)
- 80-й военный госпиталь (Шверин) вч пп 70646, позывной — Углубка
- 129-я армейская топографическая часть (Фюрстенберг) вч пп 04085
- ? подвижная ракетно-техническая база (Вульков) вч пп 73654, позывной — Жарок
- 17 узел фельдъегерско-почтовой связи (Фюрстенберг) вч пп 17630

#### 16-я гвардейская танковая Уманская ордена Ленина, Краснознамённая, ордена Суворова дивизия

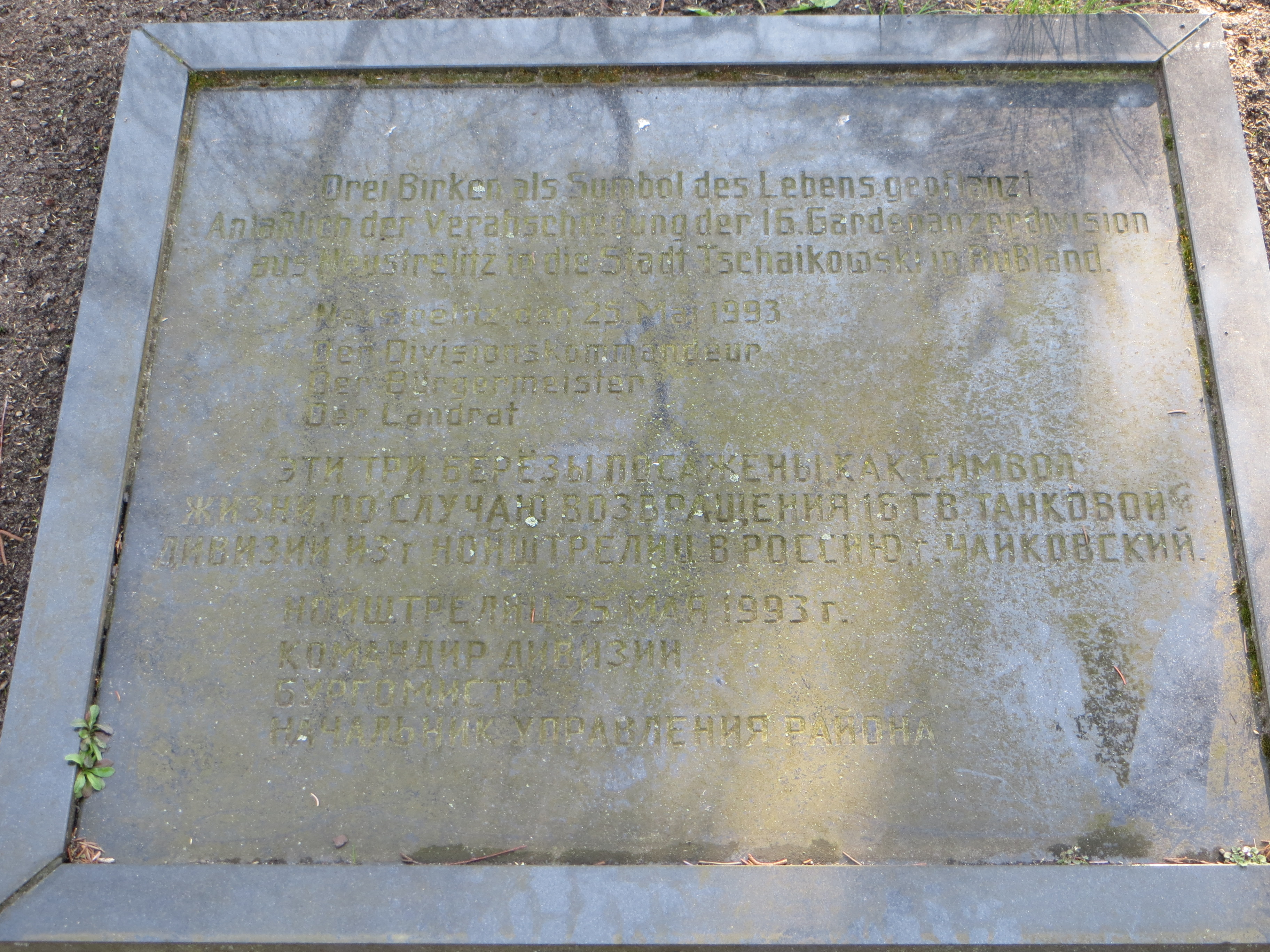
Памятная доска на месте дислокации 16-й гв. тд в Нойштрелице. Установлена во время вывода в 1993 году

Штаб 16-й гвардейской танковой дивизии (Нойштрелиц) вч пп 58800, позывной — Алеут
- 47-й гвардейский танковый Уманско-Померанский ордена Ленина, Краснознамённый, орденов Суворова, Кутузова и Богдана Хмельницкого полк (Нойштрелиц) вч пп 58452, позывной — Гигрометр
- 65-й гвардейский танковый Севско-Померанский ордена Ленина, дважды Краснознамённый, орденов Суворова, Кутузова и Богдана Хмельницкого полк (Нойштрелиц) вч пп 58330, позывной — Рандеву
- 60-й мотострелковый Краснознамённый, ордена Богдана Хмельницкого полк (Равенсбрюк) вч пп 47245
- 723-й гвардейский мотострелковый (до 1988 года — 67 отдельный гвардейский танковый) Краснознамённый, ордена Суворова полк (Ратенов) вч пп 58245, позывной — Бананник
- 724-й гвардейский самоходно-артиллерийский Варшавский ордена Александра Невского полк (Нойштрелиц) вч пп 47272, позывной — Ихтиолог
- 66-й гвардейский зенитно-ракетный Люблинский орденов Кутузова и Александра Невского полк (Нойштрелиц) вч пп 35120, позывной — Жанровый
- 17-й отдельный разведывательный батальон (Нойштрелиц) вч пп 35018, позывной — Паузник
- 185-й отдельный батальон связи (Нойштрелиц) вч пп 35139
- 135-й отдельный инженерно-сапёрный батальон (Нойштрелиц) вч пп 47255, позывной — Сагенит
- 541-й отдельный батальон химической защиты (Нойштрелиц) вч пп 25481, позывной - Ходон
- 1075-й отдельный батальон материального обеспечения (Нойштрелиц) вч пп 61088
- 59-й отдельный ремонтно-восстановительный батальон (Нойштрелиц) вч пп 17829
- 192-й отдельный медико-санитарный батальон (Нойштрелиц) вч пп 60733

#### 21-я мотострелковая Таганрогская Краснознамённая, ордена Суворова дивизия

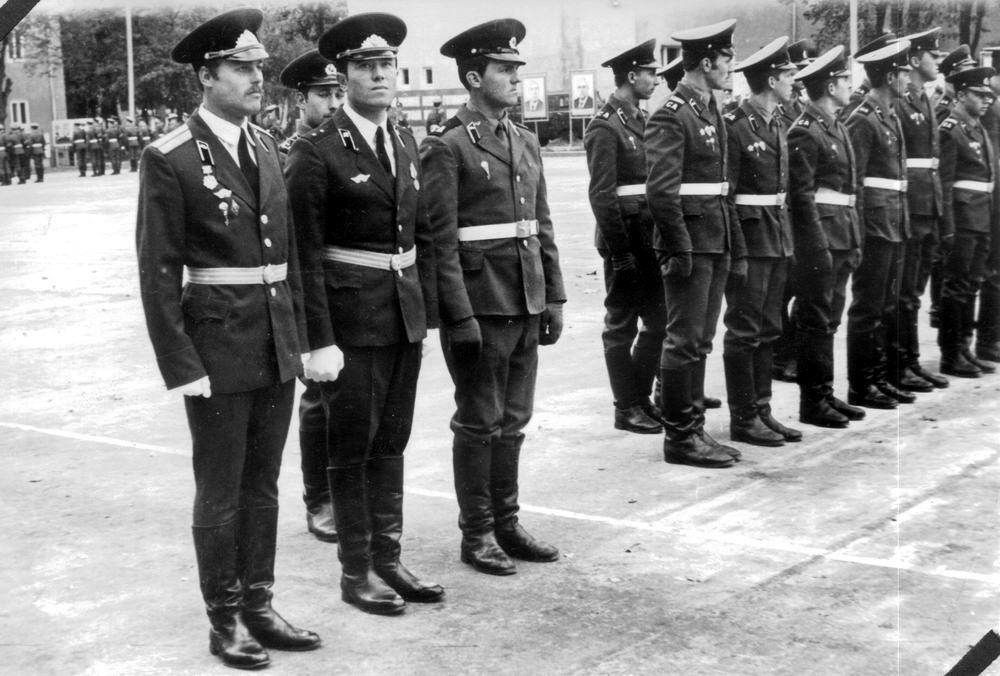
Строевой смотр 34-го орб 21-й гв. мсд, Перлеберг, 1980 год

Штаб 21-й мотострелковой дивизии (Перлеберг) вч пп 58369, позывной — Исход
- 239-й мотострелковый Краснознамённый, ордена Суворова полк (Перлеберг) вч пп 47425, позывной — Агробиолог
- 240-й мотострелковый Краснознамённый полк (Людвиглуст) вч пп 47285
- 283-й гвардейский мотострелковый Берлинский Краснознамённый, ордена Богдана Хмельницкого полк (Хагенов) вч пп 83058 — позывной Дерн
- 568-й мотострелковый орденов Суворова и Кутузова полк (Пархим) вч пп 34817, позывной — Редька
- 1054-й самоходно-артиллерийский Краснознамённый, ордена Суворова полк (Ратенов) вч пп 35049, позывной — Падун
- 1079-й зенитно-ракетный полк (Перлеберг) вч пп 47248, позывной — Ритуальный
- 18-й отдельный танковый батальон (Пархим) вч пп 42239
- 480-й отдельный противотанковый дивизион (Людвигслюст) вч пп 06208
- 34-й отдельный разведывательный батальон (Перлеберг) вч пп 58593
- 921-й отдельный батальон связи (Перлеберг) вч пп 58445 — Надир
- 348-й отдельный инженерно-сапёрный батальон (Людвигслюст) вч пп 58696
- 158-й отдельный батальон химической защиты (Перлеберг) вч пп 25472
- 1125-й отдельный батальон материального обеспечения (Перлеберг) вч пп 60391
- 34-й отдельный ремонтно-восстановительный батальон (Людвигслуст) вч пп 57883
- 4-й отдельный медико-санитарный батальон (Перлеберг)

#### 94-я гвардейская мотострелковая Звенигородско-Берлинская ордена Суворова дивизия

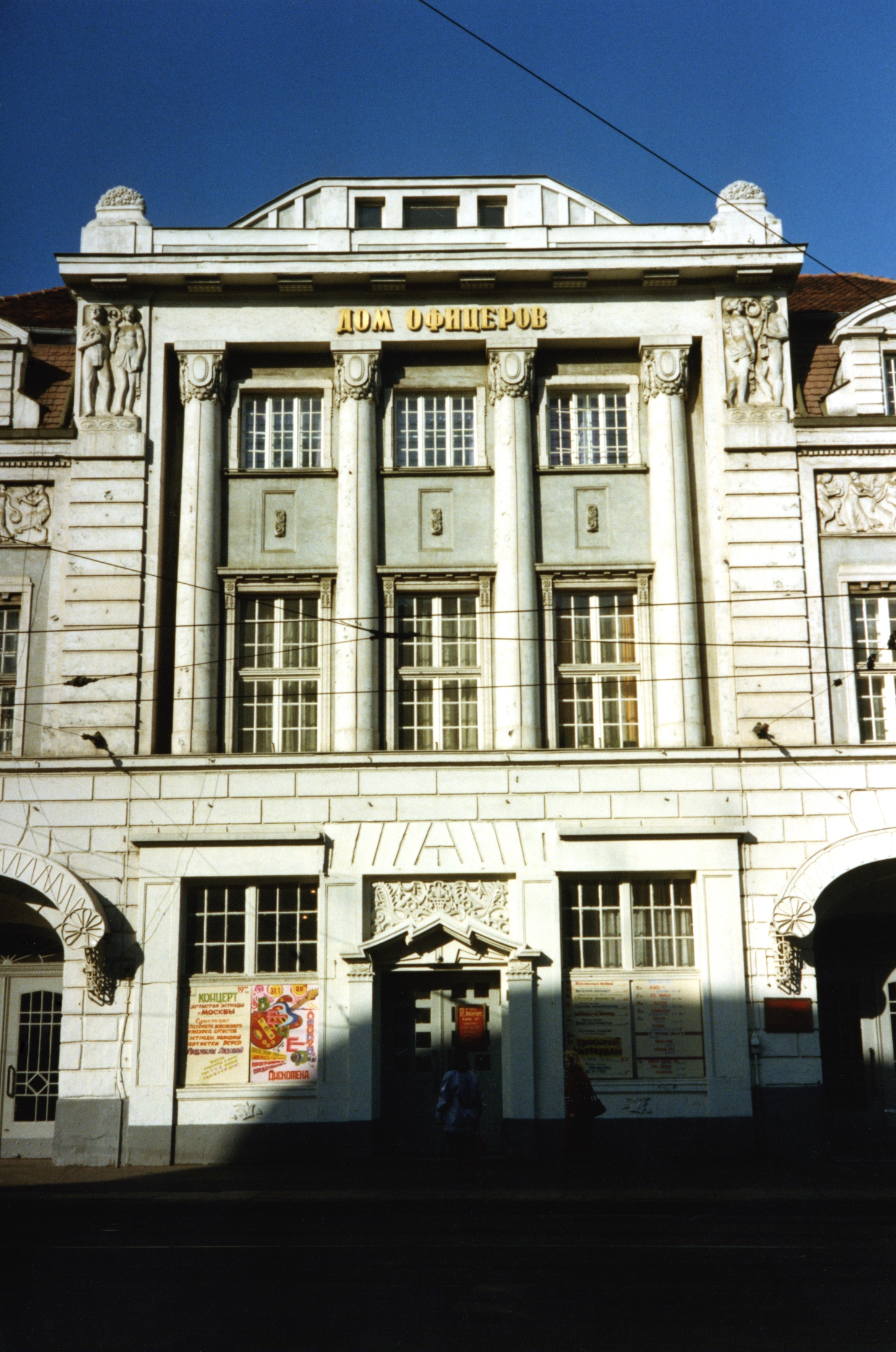
Гарнизонный Дом офицеров в Шверине

Штаб 94-й гвардейской мотострелковой дивизии (Шверин) вч пп 35882 позывной — Звонарь
- 204-й гвардейский мотострелковый Уманьско-Берлинский Краснознамённый, орденов Суворова, Кутузова и Богдана Хмельницкого полк (Шверин) вч пп 47487, позывной — Булава
- 286-й гвардейский мотострелковый Бранденбургский Краснознамённый полк (Шверин) вч пп 35886, позывной — Аксиометр
- 288-й гвардейский мотострелковый Кишинёвский Краснознамённый полк (Висмар) вч пп 86867, позывной — Бандажник
- 74-й гвардейский танковый Валгинский ордена Ленина, Краснознамённый, орденов Суворова, Кутузова и Богдана Хмельницкого полк (Шверин) вч пп 35890
- 199-й гвардейский самоходно-артиллерийский Бранденбургский Краснознамённый полк (Висмар) вч пп 83067
- 896-й зенитно-ракетный Демблинский ордена Александра Невского полк (Шверин) вч пп 83057, позывной — Булавка
- 28-й отдельный танковый батальон (Шверин) вч пп 63307, позывной — Авен
- 496-й отдельный противотанковый дивизион (Шверин) вч пп 72614
- 12-й отдельный разведывательный батальон (Шверин) вч пп 83068, позывной — Ходок
- 159-й отдельный батальон связи (Шверин) вч пп 83062
- 107-й отдельный инженерно-сапёрный батальон (Шверин) вч пп 35868
- 230-я отдельная рота химической защиты (Шверин) вч пп 25472, позывной — Цветолюб
- 1130-й отдельный батальон материального обеспечения (Шверин) вч пп 55956
- 52-й отдельный ремонтно-восстановительный батальон (Шверин) вч пп 24487
- 90-й отдельный медико-санитарный батальон (Шверин) вч пп 35891

#### 207-я мотострелковая Померанская Краснознамённая, ордена Суворова дивизия
Штаб 207-й мотострелковой дивизии (Стендаль) вч пп 83051, позывной — Никотин.
- 33-й мотострелковый Берлинский полк (Стендаль) вч пп 86854, позывной — Арба
- 41-й мотострелковый Берлинский полк (Гарделеген) вч пп 86860, позывной—Колхозный
- 400-й мотострелковый полк (Мальвинкель) вч пп 55455, позывной — Микрон
- 16-й гвардейский танковый Речицкий Краснознамённый, орденов Суворова и Богдана Хмельницкого полк (Штатc) вч пп 86862, позывной — Авертин
- 693-й самоходно-артиллерийский Краснознамённый полк (Стендаль) вч пп 86863 позывной Дейтон.
- 75-й гвардейский зенитно-ракетный Демблинско-Померанский орденов Суворова и Кутузова полк (Стендаль) вч пп 58998---Гаусс
- 32-й отдельный танковый батальон (Гарделеген) вч пп 11950, позывной — Алабор
- 498-й отдельный противотанковый дивизион (Гарделеген) вч пп 72648
- 6-й отдельный разведывательный батальон (Гарделеген) вч пп 83059, позывной — Решаемый
- 912-й отдельный батальон связи (Стендаль) вч пп 83065, позывной — Эфирник
- 338-й отдельный инженерно-сапёрный батальон (Стендаль) вч пп 35867- позывной Тавотница
- 102-й отдельный батальон химической защиты (Стендаль) вч пп 25495
- 1131-й отдельный батальон материального обеспечения (Стендаль) вч пп 50303
- 46-й отдельный ремонтно-восстановительный батальон (Гарделеген) вч пп 24516 позывной-Докрутка.
- 225-й отдельный медико-санитарный батальон (Стендаль) позывной Алидада.

### 3-я общевойсковая Краснознамённая армия
Штаб 3-й общевойсковой армии (Магдебург) вч пп 16736, позывной — Жасмин

#### Соединения и части армейского подчинения
- 792-я отдельная рота специального назначения (Кохштедт) вч пп 51953 (спецназ ГРУ)
- 115-й отдельный танковый полк (Кведлинбург, до конца осени 1990 г.) вч пп 59210, позывной — Пила
- 899-й отдельный десантно-штурмовой батальон (Бург, до конца 1989 г.) вч пп 61139
- 232-й отдельный батальон охраны и обеспечения (Магдебург) вч пп 66007
- 178-й отдельный вертолётный полк (Борстель) вч пп 13993
- 440-й отдельный вертолётный полк (Борстель) вч пп 31412
- 296-я отдельная вертолётная эскадрилья (Мальвинкель) вч пп 66566
- 36-я ракетная бригада (Альтенграбов) вч пп 66222 позывной — Гигиена
- 448-я ракетная бригада (Борн) вч пп 93926
- 49-я зенитная ракетная бригада (Планкен) вч пп 53504 позывной — Радомир
- 385-я гвардейская артиллерийская Одесская Краснознамённая, ордена Богдана Хмельницкого бригада (Планкен) вч пп 11526 позывной — Омуль
- 451-й отдельный противотанковый артиллерийский дивизион (Магдебург) вч пп 50348
- 254-й отдельный радиотехнический полк (Кохштедт) вч пп 57286 позывной — Дежник
- 15-й отдельный радиотехнический батальон (Магдебург) вч пп 61005, позывной — Мороз
- 10-й отдельный батальон радиоэлектронной борьбы (Штансдорф) вч пп 17832, позывной «Метрика»
- 105-й отдельный орденов Александра Невского и Красной Звезды полк связи (Магдебург) вч пп 25556, позывной — Турнепс
- 457-й отдельный радиорелейно-кабельный батальон (Магдебург) вч пп 46626, позывной — Полотенце
- 323-й отдельный инженерно-сапёрный батальон (Магдебург) вч пп 43447, — позывной Тележка
- 482-й переправочно-десантный батальон (Магдебург) вч пп 41680
- 36-й понтонно-мостовой Лодзинский Краснознамённый, орденов Суворова и Кутузова полк (Магдебург) вч пп 43408, позывной — Пахналит
- 2-й отдельный батальон химической защиты (Бург) вч пп 19574
- 42-я бригада материального обеспечения (Магдебург) вч пп 05134, позывной — Ядрица
- 298-й отдельный ремонтно-восстановительный батальон (Шёнебек) вч пп 41438
- 302-й отдельный ремонтно-восстановительный батальон (Шёнебек) вч пп 51055
- 1408-й военный госпиталь (Магдебург) вч пп 28573, позывной — Действие 06
- 989-й военный госпиталь (Альтенграбов) вч пп 17692, позывной — Исторический 03
- 20-й санитарно-эпидемиологический отряд (Магдебург) вч пп 62930

#### 7-я гвардейская танковая Киевско-Берлинская ордена Ленина, дважды Краснознамённая, ордена Суворова дивизия
Штаб 7-й гвардейской танковой дивизии (Рослау) вч пп 58391, позывной — Адресат
- 55-й гвардейский танковый Васильковский ордена Ленина, Краснознамённый, орденов Суворова и Богдана Хмельницкого полк (Лутерштадт—Виттенберг) вч пп 58434, позывной до 1987 г. — Фермион, после — Поединок
- 56-й гвардейский танковый Васильковско-Шепетовский ордена Ленина, Краснознамённый, орденов Суворова и Кутузова полк (Цербст) вч пп 58404, позывной — Ихтолог
- 79-й гвардейский танковый Бобруйский Краснознамённый, орденов Суворова и Кутузова полк (Рослау) вч пп 58343, позывной — Дернистый
- 40-й мотострелковый Берлинский полк (Бернбург) в/ч пп 83060, позывной — Перестройка
- 670-й гвардейский самоходно-артиллерийский Львовский ордена Красной Звезды полк (Кохштeдт) вч пп 35148, позывной — Гидроскоп
- 287-й гвардейский зенитно-ракетный Львовский ордена Красной Звезды полк (Рослау) вч пп 34974
- 4-й отдельный разведывательный батальон (Кведлинбург—Квармбек) вч пп 47368
- 146-й гвардейский Пражский ордена Красной Звезды отдельный батальон связи (Рослау) вч пп 58394, позывной — Октод
- 121-й отдельный инженерно-сапёрный батальон (Рослау) вч пп 58544, позывной — Карамат
- (?) отдельный батальон химической защиты (Рослау?) вч пп 25478
- 183-й отдельный батальон материального обеспечения (Рослау) вч пп 60449
- 58-й отдельный ремонтно-восстановительный батальон (Рослау) вч пп 17843
- 89-й отдельный медико-санитарный батальон (Дессау) вч пп 58818

#### 10-я гвардейская танковая Уральско-Львовская ордена Октябрьской Революции, Краснознамённая, орденов Суворова и Кутузова дивизия
Штаб 10-й гвардейской танковой дивизии (Крампниц) вч пп 60550, позывной — Биология, (Альтенграбов) вч пп 60550, позывной — Аленький
- 61-й гвардейский танковый Свердловско-Львовский ордена Ленина, Краснознамённый, орденов Суворова, Кутузова и Богдана Хмельницкого полк (Альтенграбов) вч пп 58493
- 62-й гвардейский танковый Пермско-Келецкий Краснознамённый, орденов Суворова, Кутузова и Богдана Хмельницкого полк (Альтенграбов) вч пп 60419, позывной — Фагот
- 63-й гвардейский танковый Челябинско-Петраковский Краснознамённый, орденов Суворова и Кутузова полк (Розенкруг) вч пп 58766, позывной — Перешитый
- 248-й гвардейский мотострелковый Унечский ордена Ленина, Краснознамённый, орденов Суворова, Кутузова, Богдана Хмельницкого и Александра Невского полк  (Щенебек) вч пп 47475, позывной — Силовой
- 744-й гвардейский самоходно-артиллерийский Тернопольский орденов Суворова, Кутузова, Богдана Хмельницкого, Александра Невского и Красной Звезды полк (Потсдам) вч пп 34879, позывной — Паводок, (Альтенграбов) вч пп 34879 позывной — Флюсовый
- 359-й гвардейский зенитно-ракетный Львовский орденов Кутузова, Александра Невского и Красной Звезды полк (Потсдам) вч пп 47320
- 112-й отдельный разведывательный батальон (Крампниц) вч пп 35094, позывной — Тавотница
- 152-й отдельный батальон связи (Крампниц) вч пп 61011, позывной — Гердный
- 131-й отдельный инженерно-сапёрный батальон (Крампниц) вч пп 58792, позывной — Гитара
- 127-й отдельный батальон химической защиты (Крампниц) вч пп 25494
- 1072-й отдельный батальон материального обеспечения (Крампниц) вч пп 34829
- 60-й отдельный ремонтно-восстановительный батальон (Крампниц) вч пп 38661
- 188-й отдельный медико-санитарный батальон (Крампниц)

#### 12-я гвардейская танковая Уманская ордена Ленина Краснознамённая ордена Суворова дивизия
Штаб 12-й гвардейской танковой дивизии (Нойруппин) вч пп 58440, позывной — История
- 48-й гвардейский танковый Вапнярско-Варшавский ордена Ленина, Краснознамённый, орденов Суворова и Кутузова полк (Нойруппин) вч пп 58589
- 332-й гвардейский танковый Варшавский Краснознамённый, ордена Александра Невского полк (Нойруппин) вч пп 47598
- 353-й гвардейский танковый Вапнярско-Берлинский Краснознамённый, орденов Суворова и Кутузова полк (Нойруппин) вч пп 60689
- 200-й гвардейский мотострелковый Фастовский ордена Ленина, Краснознамённый, орденов Суворова и Богдана Хмельницкого полк (Бург) вч пп 61139, позывной — Керамит
- 117-й самоходно-артиллерийский полк (Мальвинкель) вч пп 74037
- 933-й зенитно-ракетный Верхне-Днепровский Краснознамённый, ордена Александра Невского полк (Бург) вч пп 35866, позывной — Аксельбант
- 18-й отдельный гвардейский разведывательный Демблинский ордена Александра Невского батальон (Мальвинкель) вч пп 60491, позывной — Рогач
- 490-й отдельный батальон связи (Нойруппин) вч пп 58567
- 136-й отдельный гвардейский инженерно-сапёрный Демблинский ордена Красной звезды батальон (Нойруппин) вч пп 58348
- отдельная рота химической защиты (Нойруппин) вч 25496
- 1074-й отдельный батальон материального обеспечения (Вульков) вч пп 47541
- 64-й отдельный ремонтно-восстановительный батальон (Нойруппин) вч пп 84861
- 208-й отдельный медико-санитарный батальон (Нойруппин) вч пп 58219

#### 47-я гвардейская танковая Нижнеднепровская Краснознамённая, ордена Богдана Хмельницкого дивизия
Штаб 47-й гвардейской танковой дивизии (Хиллерслебен) вч пп 60700, позывной — Редис
- 26-й танковый Феодосийский ордена Александра Невского полк (Хиллерслебен) вч пп 58661, позывной — Вырубок
- 153-й танковый Смоленский Краснознамённый, ордена Кутузова полк (Хиллерслебен) вч пп 58547, позывной — Гигрома
- 197-й гвардейский танковый Вапнярско-Варшавский ордена Ленина, Краснознамённый, орденов Суворова и Кутузова полк (Хальберштадт) вч пп 60791, позывной — Алидада
- 245-й гвардейский мотострелковый Гнезненский Краснознамённый, ордена Суворова полк (Магдебург, с весны 1991 г. — Мальвинкель) вч пп 60888, позывной — Гастрольный
- 99-й гвардейский самоходно-артиллерийский Померанский Краснознамённый, орденов Суворова и Кутузова полк (Магдебург, с весны 1991 г. — Мальвинкель) вч пп 58367
- 1069-й зенитно-ракетный ордена Красной Звезды полк (Хиллерслебен) в/ч п/п 47294, ЗРК «Куб» (выведен в 1989 году на Украину, вместо его передислоцирован из Ютеборга 1009 ордена Красной Звезды ЗРП, ЗРК «Оса»), позывной "Стрелец".
- 7-й отдельный гвардейский разведывательный Пражский орденов Богдана Хмельницкого, Александра Невского и Красной Звезды батальон (Хиллерслебен 1990 г.) вч пп 60570, позывной — Дарада
- 73-й отдельный батальон связи (Хиллерслебен) вч пп 47250
- 52-й отдельный инженерно-сапёрный батальон (Хиллерслебен) вч пп 34891, позывной — Фактор
- 1077-й отдельный батальон материального обеспечения (Хиллерслебен) вч пп 35097
- 332-й отдельная рота химической защиты (Мальвинкель) вч пп 47472
- 65-й отдельный ремонтно-восстановительный батальон (Хиллерслебен) вч пп 66562
- 63-й отдельный медико-санитарный батальон (Хиллерслебен) вч пп 62993

### 8-я гвардейская общевойсковая ордена Ленина армия

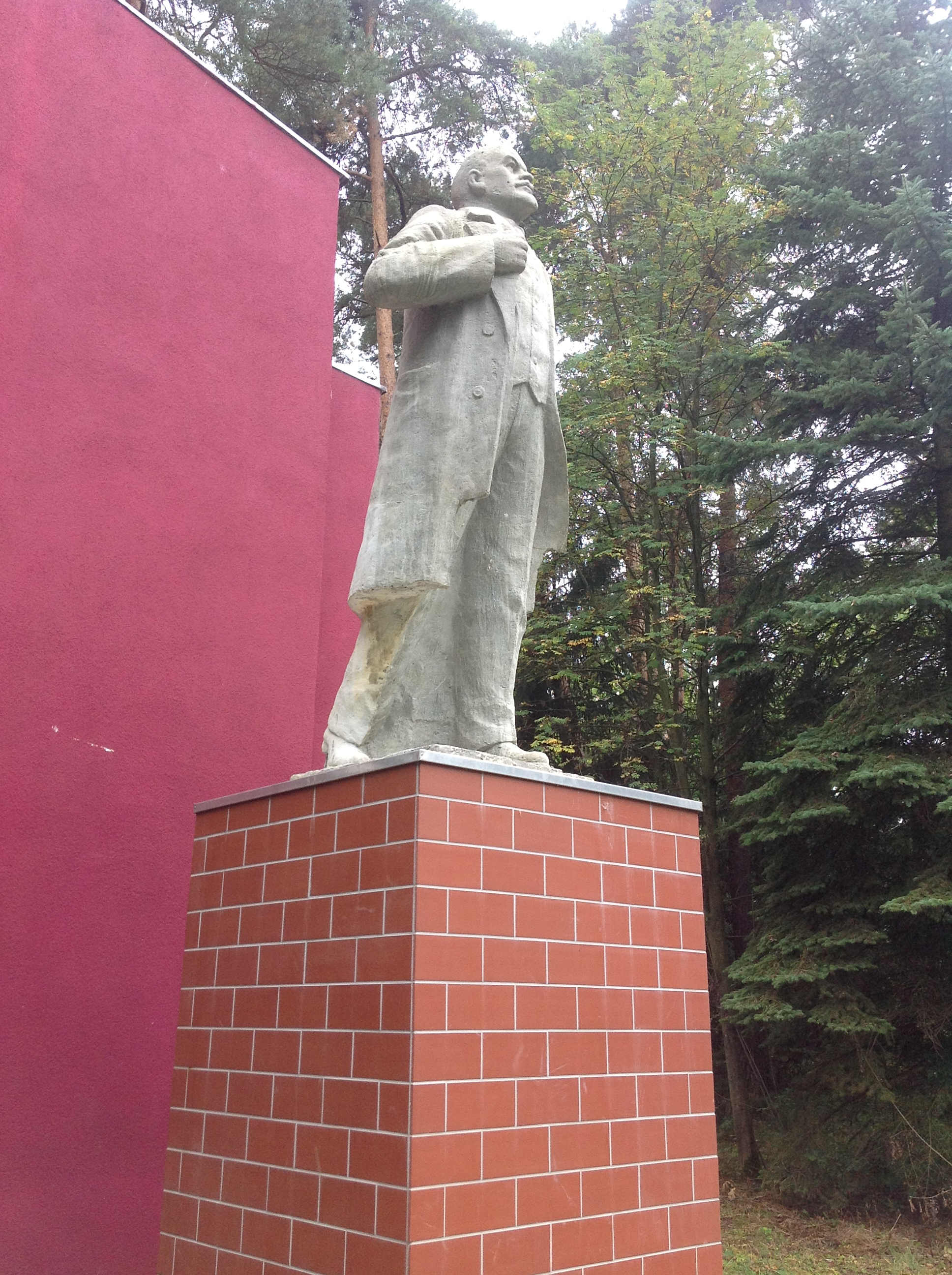
Памятник В. И. Ленину у бывшего штаба армии в Норе

Штаб 8-й гвардейской общевойсковой армии (Нора) вч пп 61877, позывной — Октава (в 1992 году выведена в Волгоград, переформирована в ак и расформирована в 1993 году.
Вновь создана в ВС РФ в 2017 году, см. 8-я гвардейская армия (Россия)).

#### Соединения и части армейского подчинения
- 747-й гвардейский гарнизонный узел связи (штаба 8 гв. ОА), Нора, в/ч пп 69919, позывной — Октава
- 119-й отдельный танковый полк (Бад-Лангензальца) вч пп 55140, позывной — Техникум[5]
- 227-й отдельный батальон охраны и обеспечения (Нора) вч пп 66017
- 336-й отдельный вертолётный полк (Нора) вч пп 06944, позывной — Галя (выведен в п. Воротынск МВО)
- 486-й отдельный вертолётный полк (Альтес-Лагер) вч пп 40816, позывной — Турнирный (выведен в Курскую обл., расформирован в 2001 г.)
- 298-я отдельная вертолётная эскадрилья (Хаслебен) вч пп 13797, позывной — Муха, Уксус
- 11-я гвардейская ракетная бригада (Вайсенфельс — управление и ракетный дивизион, 2 дивизиона — Йена-Форст) вч пп 57574, позывной — Бунтарь
- 449-й ракетная бригада (Арнштадт) вч пп 93861, позывной — Тейво
- 18-я зенитная ракетная бригада (Гота) вч пп 64490
- 390-я артиллерийская бригада (Ордруф) вч пп 17439, позывной — Литан
- 943-й отдельный противотанковой артиллерийский дивизион (Альтенбург) вч пп 50400
- 194-й отдельный радиотехнический полк (Веймар) вч пп 38769, позывной — Газоотвод
- 46-й отдельный радиотехнический батальон (Нора), позывной — Жаргон
- 678-й отдельный батальон радиоэлектронной борьбы (Франкендорф, Йена) вч пп 83308
- 91-й отдельный Одесский Краснознамённый, ордена Александра Невского полк связи (Веймар) вч пп 66670 (выведен в Краснодар в состав 67 ак СКВО)
- 446-й отдельный радиорелейно-кабельный Краснознамённый батальон (Наумбург-Заале) вч пп 67275, позывной — Гридлик
- 325-й отдельный инженерно-сапёрный батальон (Гера) вч пп 43505
- 722-й отдельный десантно-переправочный батальон (Галле) вч пп 97903
- 65-й понтонно-мостовой полк (Кохштедт-Дессау) вч пп 17064
- 134-й отдельный батальон разведки заражения (Гера) вч пп 17451
- 116-я бригада материального обеспечения (Альтенбург) вч пп 25730
- 173-й отдельный ремонтно-восстановительный батальон (Маркенсдорф) вч пп 41485 (выведен в Тамбов и расформирован)
- 202-й отдельный ремонтно-восстановительный батальон (Оберлунгвиц) вч пп 71238, позывной — Эфиропласт (выведен в Славянск-на-Кубани)
- 900-й отдельный десантно-штурмовой батальон (Лейпциг-Шенау) вч пп 60370[5]
- 794-я отдельная рота специального назначения (Нора) вч пп 30229
- 722-й отдельный десантно-переправочный батальон (Галле) вч пп 97903[5]
- 134-й отдельный батальон разведки заражения (Гера) вч пп 17451[5]
- 900-й отдельный десантно-штурмовой батальон (Лейпциг—Шенау) вч пп 60370[5]
- 794-й отдельная рота специального назначения (Нора) вч пп 30229, спецназ ГРУ (выведена в Изяслав, вошла в состав 13-й ТА ПрикВО)[5]
- 96-я отдельная рота радиационной и химической разведки (Гера, с 1977 — Нора) — вч пп 51058
- Ансамбль песни и пляски (Нора) вч пп 32410, позывной — Паяльник

#### 27-я гвардейская мотострелковая Омско-Новобугская Краснознамённая, ордена Богдана Хмельницкого дивизия
Штаб 27-й гвардейской мотострелковой дивизии (Галле) вч пп 35100, позывной — Калуга
- 68-й гвардейский мотострелковый Познанский Краснознамённый, ордена Суворова полк (Галле) вч пп 35075, позывной — Банкрот
- 243-й гвардейский мотострелковый Берлинский Краснознамённый, ордена Кутузова полк (Галле) вч пп 47290, позывной — Текстовик
- 244-й гвардейский мотострелковый Берлинский Краснознамённый, ордена Суворова полк (Шлотхайм) вч пп 58464 позывной Баржомка
- 28-й танковый Брестский Краснознамённый, орденов Суворова и Кутузова полк (Галле) вч пп 58616
- 54-й гвардейский самоходно-артиллерийский Познанский Краснознамённый, ордена Кутузова полк (Галле) вч пп 58871
- 286-й гвардейский зенитно-ракетный Перемышльский ордена Красной Звезды полк (Галле) вч пп 60835
- 31-й отдельный танковый батальон (Галле) вч пп 42242, позывной — Акцентолог
- 488-й отдельный противотанковый дивизион (Вермлитц) вч пп 06232 , позывной — Душевой
- 5-й отдельный разведывательный батальон (Мюльхаузен) вч пп 60495, позывной — Переселенец
- 35-й отдельный гвардейский ордена Красной Звезды батальон связи (Галле) вч пп 61159
- 29-й отдельный гвардейский инженерно-сапёрный ордена Александра Невского батальон (Галле) вч пп 61119, позывной — Оригинальный
- 367-й отдельный батальон химической защиты (Галле) вч пп 25476
- 1126-й отдельный батальон материального обеспечения (Тойченталь) вч пп 61164
- 44-й отдельный ремонтно-восстановительный батальон (Галле) вч пп 24562
- 21-й отдельный медико-санитарный батальон (Галле) вч пп 60497

#### 39-я гвардейская мотострелковая Барвенковская ордена Ленина, дважды Краснознамённая, орденов Суворова и Богдана Хмельницкого дивизия

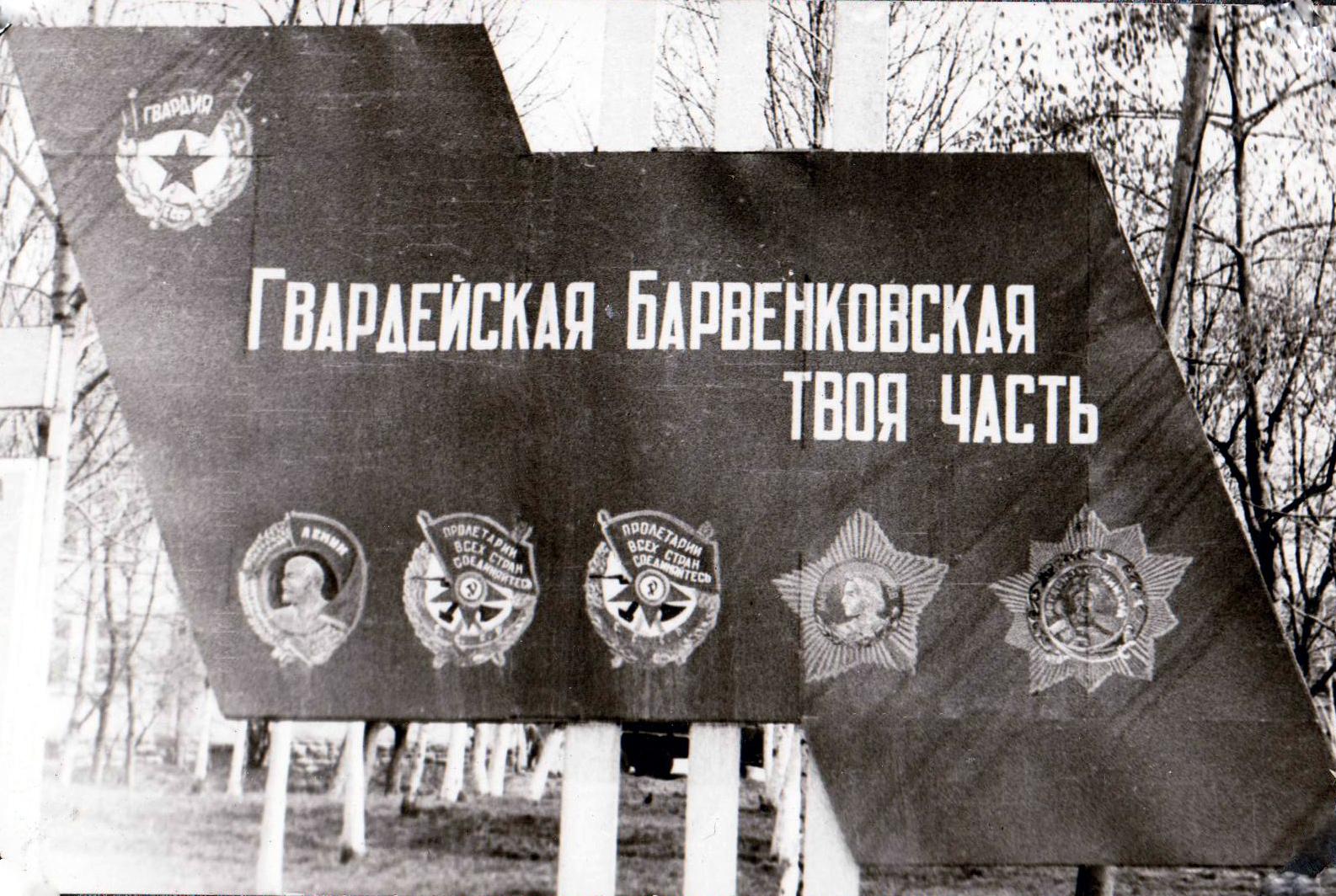
Стела 39-й гв. мсд в Ордруфе

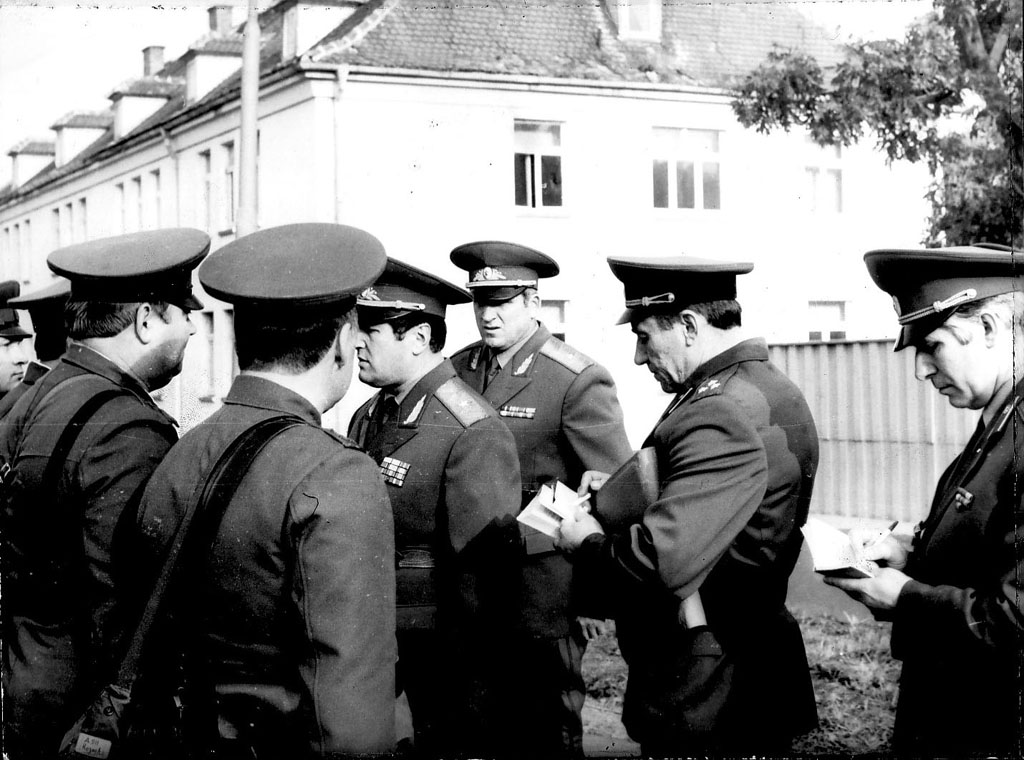
Командующий 8-й Гв. А гвардии генерал-майор В. А. Ачалов в 39-й гв. мсд. 1985 год

Штаб 39-й гвардейской мотострелковой дивизии (Ордруф) вч пп 38865, позывной — Торий
- 117-й гвардейский мотострелковый Познанский Краснознамённый, орденов Суворова и Богдана Хмельницкого полк (Майнинген) вч пп 35872, позывной — Гиббон
- 120-й гвардейский мотострелковый Познанский Краснознамённый, орденов Кутузова и Александра Невского полк (Ордруф) вч пп 83066, позывной — Ядовитый
- 172-й гвардейский мотострелковый Гнезненский Краснознамённый, орденов Суворова и Кутузова полк (Гота) вч пп 35892, позывной — Хорал
- 585-й гвардейский мотострелковый Речицкий Краснознамённый, ордена Суворова полк (Ордруф) вч пп 83086, позывной — Забутовка[6]
- 915-й зенитно-ракетный полк (Ордруф) вч пп 38866, позывной — Документальный
- 87-й гвардейский самоходно-артиллерийский Познанский Краснознамённый, ордена Кутузова полк (Гота) вч пп 38862, позывной — Доктринёр
- 23-й отдельный танковый батальон (Майнинген) вч пп 63301, позывной — Букса
- 489-й отдельный противотанковый дивизион (Майнинген) вч пп 06297 позывной — Буланный
- 11-й отдельный разведывательный ордена Красной Звезды батальон (Майнинген) вч пп 86881 позывной — Крекинг
- 154-й отдельный гвардейский орденов Александра Невского и Красной Звезды батальон связи (Ордруф) вч пп 38844, позывной — Матроскин
- 272-й отдельный гвардейский инженерно-сапёрный орденов Александра Невского и Красной Звезды батальон (Гота) вч пп 38871, позывной — Нитрозник 10
- 228-я отдельная рота химической защиты (Гота) вч пп 17442
- 1128-й отдельный батальон материального обеспечения (Ордруф) вч пп 17445, позывной — Махальщик.
- 49-й отдельный ремонтно-восстановительный батальон (Ордруф) вч пп 19620, позывной — Метрил
- 33-й отдельный санитарный батальон (Ордруф) вч пп 38835, позывной — Намазчик

#### 57-я гвардейская мотострелковая Новобугская орденов Суворова и Богдана Хмельницкого дивизия

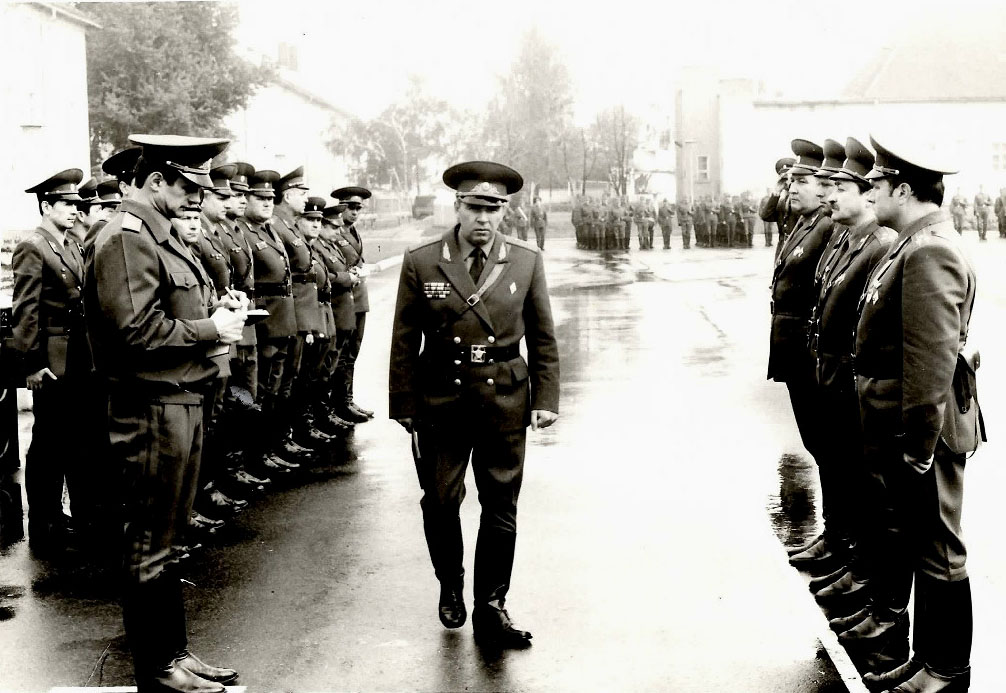
Один из последних смотров в Германии 57-й гв. мсд, 1992 год

Штаб 57-й гвардейской мотострелковой дивизии (Наумбург) вч пп 38860, позывной — Мизинец
- 170-й гвардейский мотострелковый Демблинско-Берлинский Краснознамённый, ордена Суворова полк (Наумбург)вч пп 83105 позывной — Веселящий
- 174-й гвардейский мотострелковый Померанский Краснознамённый, орденов Суворова и Кутузова полк (Вайсенфельс) вч пп 83110, позывной — Пересев
- 241-й гвардейский мотострелковый Лодзинский ордена Ленина, Краснознамённый, орденов Суворова и Богдана Хмельницкого полк (Лейпциг) вч пп 60370
- 51-й гвардейский танковый Фастовский Краснознамённый, орденов Суворова, Кутузова и Богдана Хмельницкого полк (Цайц) вч пп 60882, позывной - Осмотрщик
- 128-й гвардейский самоходный артиллерийский Демблинско-Померанский Краснознамённый, ордена Кутузова полк (Цайц) вч пп 83102, позывной —Омир
- 901-й зенитный ракетный полк (Наумбург) вч пп 83085, позывной — Маршевый
- 29-й отдельный танковый батальон (Рудольштадт)вч пп 42248
- 491-й отдельный противотанковый дивизион (Галле) вч пп 04348
- 113-й отдельный разведывательный батальон (Рудольштадт) вч пп 60544
- 89-й отдельный батальон связи (Наумбург) вч пп 83113
- 67-й отдельный инженерно-сапёрный батальон (Наумбург) вч пп 83106
- 229-я отдельная рота химической защиты (Наумбург) вч пп 17448
- 1129-й отдельный батальон материального обеспечения (Наумбург) вч пп 17051
- 51-й отдельный ремонтно-восстановительный батальон (Наумбург) вч пп 19646
- 75-й отдельный медико-санитарный батальон (Наумбург) вч пп 38837

#### 79-я гвардейская танковая Запорожская ордена Ленина, Краснознамённая, орденов Суворова и Богдана Хмельницкого дивизия
Штаб 79-й гвардейской танковой дивизии (Иена) вч пп 58950 позывной — Ледорез
- 17-й гвардейский танковый Орловский ордена Ленина, Краснознамённый, ордена Суворова полк (Зальфельд) вч пп 35897, позывной — Аратский.
- 45-й гвардейский танковый Гусятинский ордена Ленина, Краснознамённый, орденов Суворова и Богдана Хмельницкого полк (Веймар)вч пп 58737, позывной — Вырубщик
- 211-й танковый Калинковичский Краснознамённый, орденов Суворова, Кутузова и Богдана Хмельницкого полк (Иена) вч пп 47263, позывной — Полукруг
- 247-й гвардейский мотострелковый Лодзинский Краснознамённый, орденов Суворова и Кутузова полк (Веймар) вч пп 58947, позывной — Жаровня
- 172-й гвардейский самоходный артиллерийский Берлинский Краснознамённый полк (Рудольштадт)вч пп 35072
- 1075-й зенитный ракетный ордена Богдана Хмельницкого полк (Веймар) вч пп 34806, позывной — Затыльник
- 10-й отдельный гвардейский разведывательный Гданьский орденов Суворова и Александра Невского батальон (Рудольштадт) вч пп 83083
- 110-й отдельный гвардейский батальон связи (Иена — Родиген) вч пп 47522
- 88-й отдельный инженерно-сапёрный батальон (Иена) вч пп 60624
- 536-й отдельный батальон химической защиты (Иена) вч пп 25475
- 1079-й отдельный батальон материального обеспечения (Иена) вч пп 60834
- 66-й отдельный ремонтно-восстановительный батальон (Иена) вч пп 92029
- 83-й отдельный медико-санитарный батальон (Иена)

### 20-я гвардейская общевойсковая Краснознамённая армия

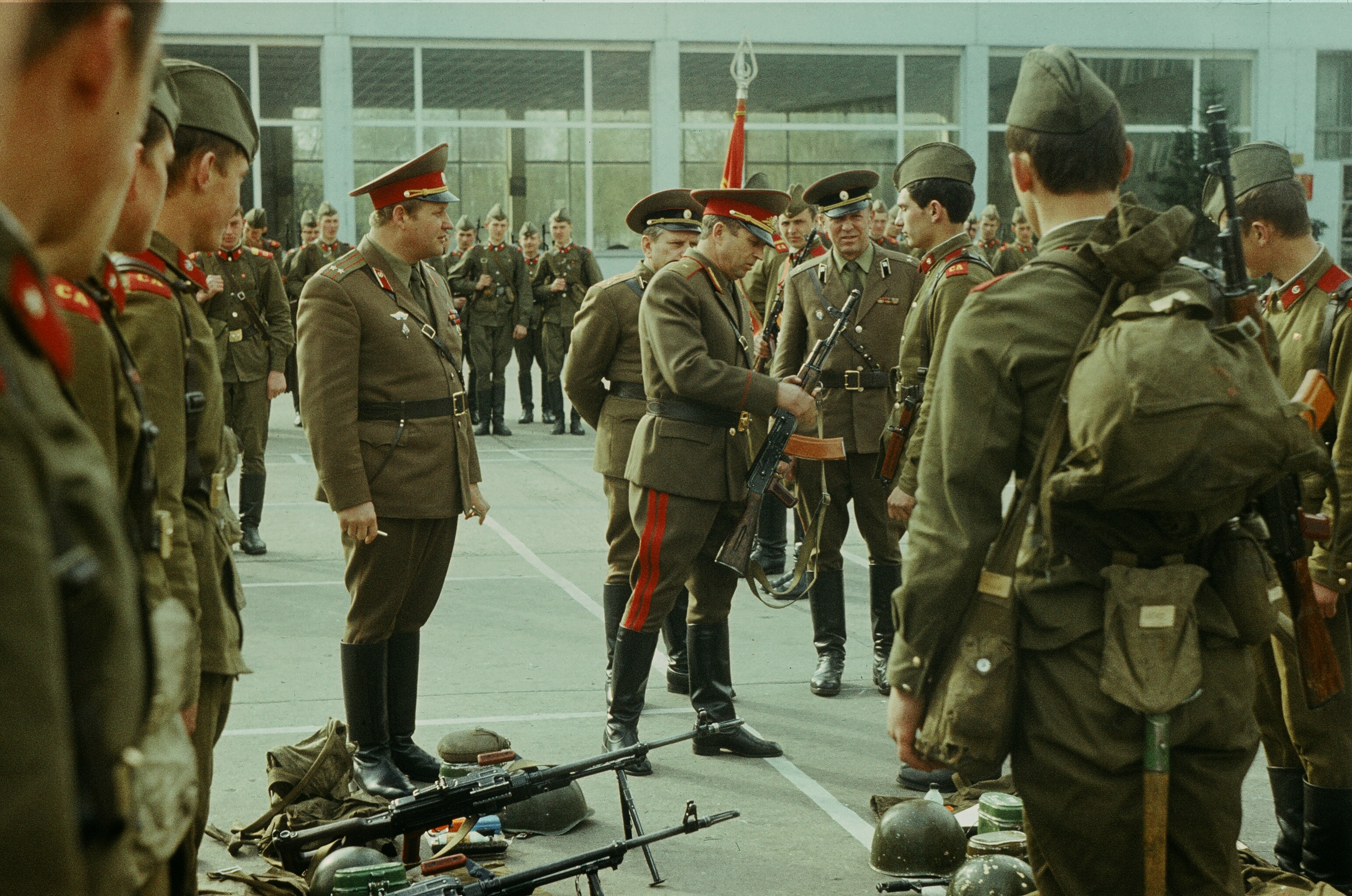
Начальник штаба 20-й ОА генерал-майор Матвеев инспектирует 178-й омсб. Берлин, Карлхорст, 1981 год

Штаб 20-й гвардейской общевойсковой армии (Эберсвальде-Финов) вч пп 84925, позывной — Вершина (выведена в Воронеж, переформирована в 20-ю гвардейскую танковую армию, находилась в Мулино (2010—2015), с 2015 вновь 20-я гвардейская общевойсковая армия с дислокацией в Воронеже)

#### Соединения и части армейского подчинения
- 247-й отдельный батальон охраны и обеспечения
- 27-я ракетная бригада (Нойс Лагерь)
- 464-я ракетная бригада (Фюрстенвальде)
- 67-я зенитная ракетная бригада (Ельшталь)
- 387-я гвардейская артиллерийская Келецко-Берлинская орденов Кутузова, Богдана Хмельницкого, Александра Невского и Красной Звезды бригада (Альтес-Лагер)
- 479-я отдельная инженерно-сапёрная бригада (Эберсвальде-Финов)
- 117-я бригада материального обеспечения (Эберсвальде-Финов)
- 337-й отдельный вертолётный полк (Мальвинкель)
- 487-й отдельный вертолётный полк (Пренцлау)
- 44-й отдельный гвардейский понтонно-мостовой Берлинский орденов Кутузова, Богдана Хмельницкого, Александра Невского и Красной Звезды полк (Франкфурт-на-Одере)
- 6-й отдельный гвардейский Львовско-Берлинский орденов Богдана Хмельницкого, Александра Невского и Красной Звезды полк связи (Эберсвальде)
- 264-й отдельный радиотехнический полк (Нойденбритц)
- 74-й отдельный учебный мотострелковый полк (Крамптницы)
- 461-й военный госпиталь (Эберсвальде)
- 41-я отдельная вертолётная эскадрилья (Финов)
- 154-й отдельный противотанковый артиллерийский дивизион (Альтес-Лагер)
- 483-й отдельный переправочно-десантный батальон
- 423-й радиорелейный кабельный батальон
- 48-й отдельный радиотехнический батальон
- 1034-й отдельный батальон радиоэлектронной борьбы
- 43-й отдельный батальон засечки и разведки (Бизенталь), позывной — Липаза-40, Баклажан
- 283-й отдельный батальон химической защиты (Киц)
- 255-й отдельный ремонтно-восстановительный батальон
- 307-й отдельный ремонтно-восстановительный батальон
- 793-я отдельная рота специального назначения (Эберсвальде) вч пп 71602, спецназ ГРУ

#### 25-я танковая Краснознамённая дивизия
Штаб 25-й танковой дивизии (Фогельзанг), вч пп 61000, позывной — Биточек. (В 1989 году дивизия была выведена из ГСВГ и расформирована).
- 162-й танковый Новоград-Волынский полк (Фогельзанг)
- 175-й танковый Новоград-Волынский полк (Пренцлау)
- 335-й гвардейский танковый Келецкий Краснознамённый, ордена Богдана Хмельницкого полк (Пренцлау)
- 803-й гвардейский мотострелковый Вапнярско-Берлинский орденов Суворова и Богдана Хмельницкого полк (Дреген)
- 843-й самоходно-артиллерийский полк (Шонвальде)
- 1702-й зенитно-ракетный полк (Фогельзанг)
- 14-й отдельный разведывательный батальон (Пренцлау)
- 459-й отдельный батальон связи (Фогельзанг)
- 479-й отдельный инженерно-сапёрный батальон (Фогельзанг) (позывной "Нитратор")
- Отдельный батальон химической защиты (Фогельзанг)
- 687-й отдельный батальон материального обеспечения (Бриц-Эберсвальде)
- 69-й отдельный ремонтно-восстановительный батальон (Фогельзанг)
- Отдельный медико-санитарный батальон (Фогельзанг)

#### 32-я гвардейская танковая Полтавская Краснознамённая, орденов Суворова и Кутузова дивизия
- 287-й гвардейский танковый полк (Альтес-Лагер)
- 288-й гвардейский танковый Висленский полк (Ютербог)
- 343-й гвардейский танковый Львовский Краснознамённый, орденов Суворова, Кутузова, Богдана Хмельницкого и Александра Невского полк (Ютербог)
- 469-й гвардейский самоходно-артиллерийский Одерский ордена Богдана Хмельницкого полк (Альтес-Лагер)
- 1009-й зенитно-ракетный полк (Ютербог)
- 32-й отдельный разведывательный батальон (Ютербог)
- 211-й отдельный батальон связи (Ютербог)
- 148-й отдельный инженерно-сапёрный батальон (Ютербог)
- отдельный батальон химической защиты
- 90-й отдельный батальон материального обеспечения (Ютербог)
- 19-й отдельный ремонтно-восстановительный батальон (Ютербог)
- 636-й отдельный медико-санитарный батальон (Ютербог_

#### 35-я мотострелковая Красноградская Краснознамённая дивизия

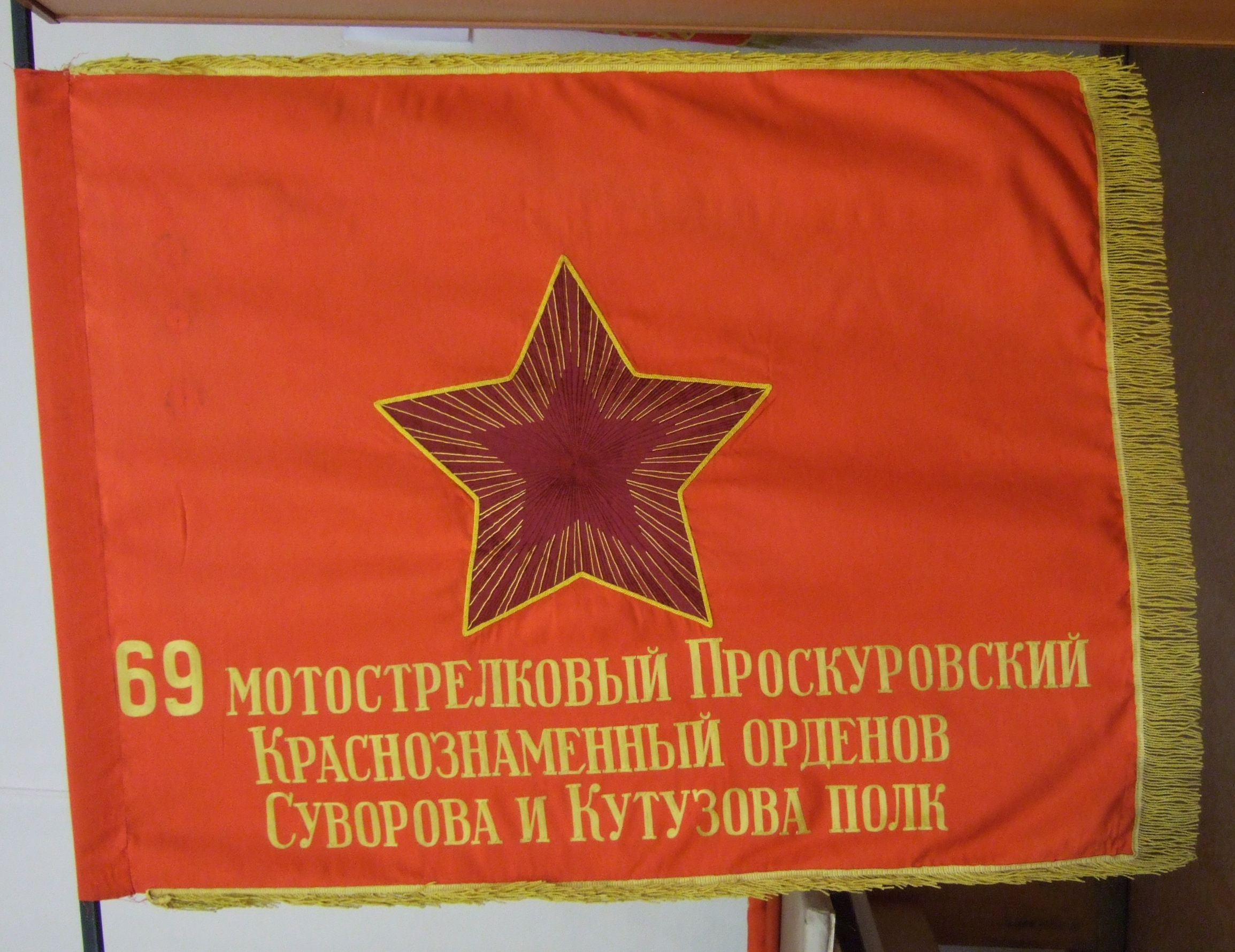
Боевое знамя 69-го мсп 35-й мсд

Штаб 35-й мотострелковой дивизии (Крампниц), вч пп 60654, позывной — Биология
- 62-й мотострелковый Слонимско-Померанский Краснознамённый, орденов Суворова и Кутузова полк (Олимпишесдорф)
- 64-й мотострелковый Слуцко-Померанский Краснознамённый, орденов Суворова и Кутузова полк (Олимпишесдорф (Эльсталь)
- 69-й мотострелковый Проскуровский Краснознамённый, орденов Суворова и Кутузова полк (Вюнсдорф)
- 83-й гвардейский мотострелковый Нежинский ордена Красной Звезды полк (Крампниц)
- 283-й гвардейский самоходно-артиллерийский Варшавский Краснознамённый, орденов Суворова и Кутузова полк (Олимпишесдорф)
- 200-й зенитный ракетный Брестский Краснознамённый, ордена Александра Невского полк (Крампнитц)
- 19-й отдельный танковый батальон (Олимпишесдорф)
- 485-й отдельный противотанковый артиллерийский дивизион (Ютербог)
- 59-й отдельный батальон разведки и РЭБ (Олимпишесдорф)
- 647-й отдельный батальон связи (Крампниц) позывной- Карбазол
- 18-й отдельный инженерно-сапёрный батальон (Потсдам)
- 1127-й отдельный батальон материального обеспечения
- 37-й отдельный ремонтно-восстановительный батальон
- 60-й отдельный медико-санитарный батальон

#### 90-я гвардейская танковая Львовская ордена Ленина, Краснознамённая, ордена Суворова дивизия

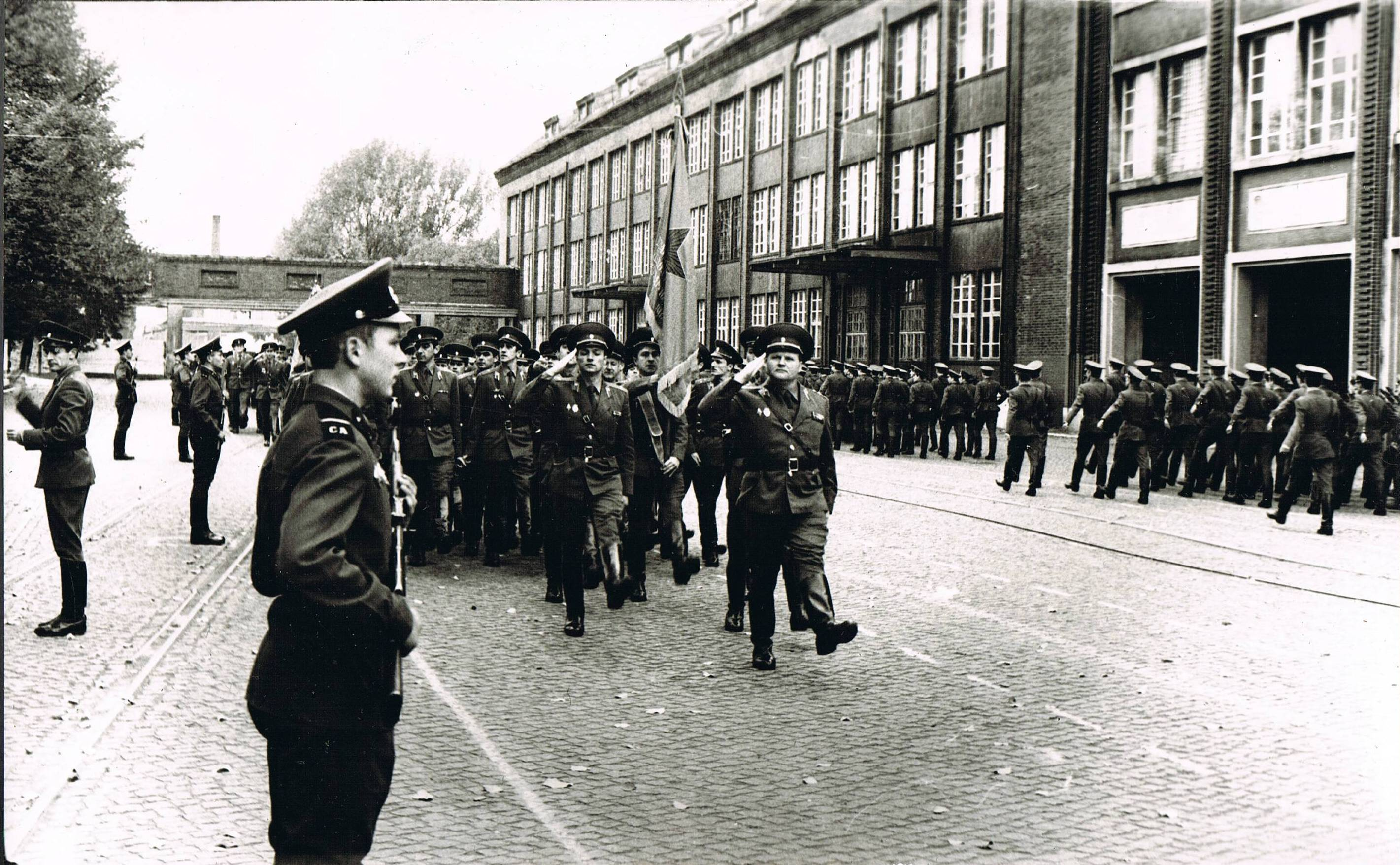
Парадный строй 6-й гв. мсд. Бернау, 1985 год

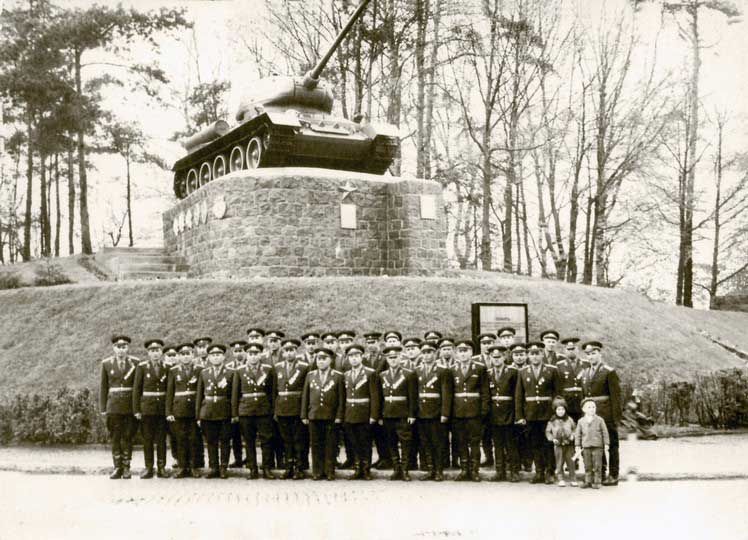
Офицеры 81-го гв. мсп. Эберсвальде, 1965 год

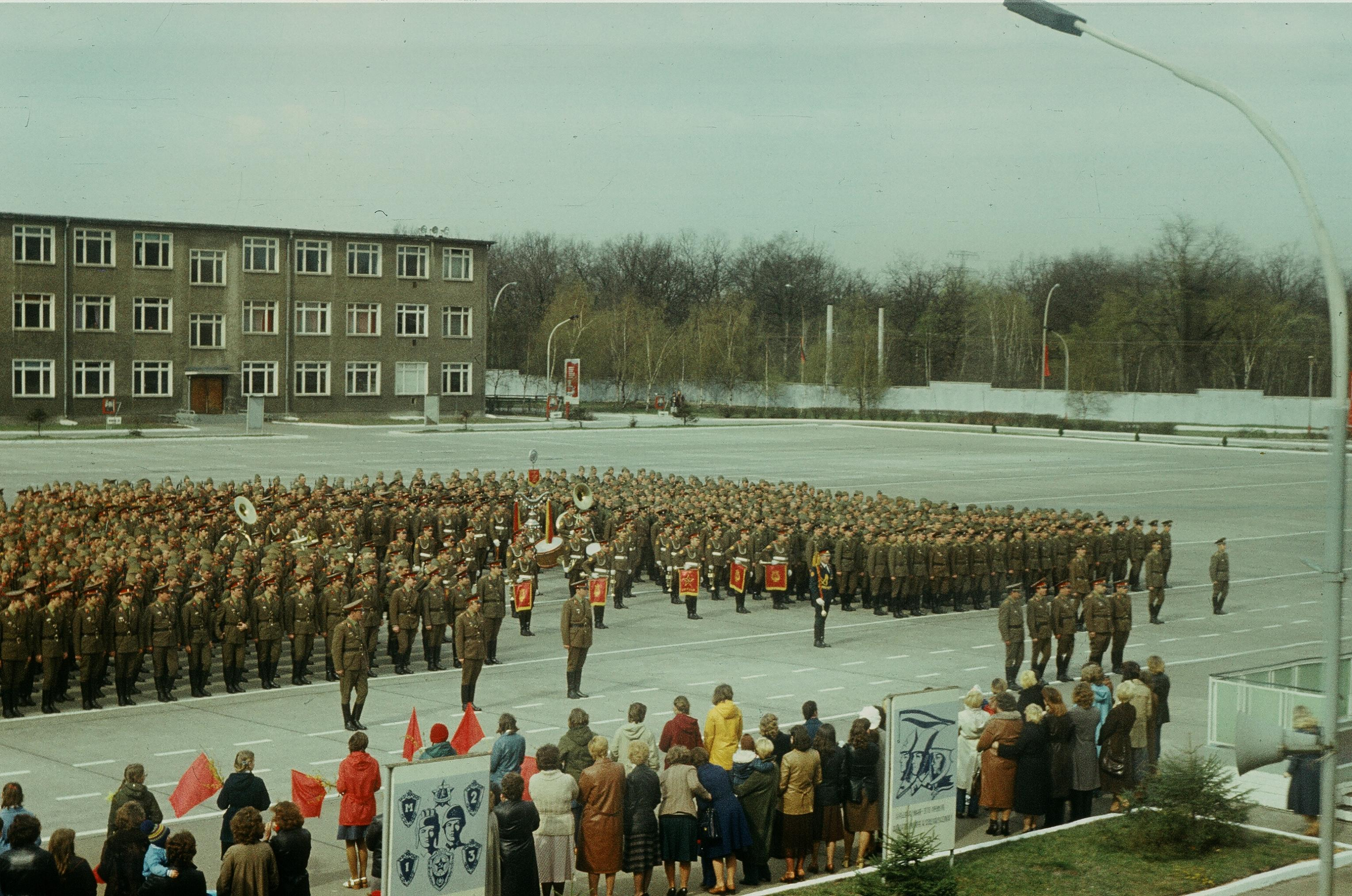
Строевой смотр 6-й гв. омсбр, Берлин-Карлсхорст, 9 мая 1982 года

Штаб 90-й гвардейской танковой дивизии (Бернау), вч пп 61150, позывной — Весёлый
- 6-й гвардейский танковый Львовский ордена Ленина, Краснознамённый, орденов Суворова, Кутузова и Богдана Хмельницкого полк (Бад-Фрайенвальде)
- 68-й гвардейский танковый Житомирско-Берлинский Краснознамённый, орденов Суворова, Кутузова, Богдана Хмельницкого и Аалександра Невского полк (Бернау)
- 215-й гвардейский танковый Каменец-Подольский Краснознамённый, орденов Суворова, Кутузова и Богдана Хмельницкого полк (Бернау)
- 81-й гвардейский мотострелковый Петроковский дважды Краснознамённый, орденов Суворова, Кутузова и Богдана Хмельницкого полк (Эберсвальде)
- 803-и мотострелковый полк (Фогельзанг)
- 69-й мотострелковый полк (Вюнсдорф)
- 400-й самоходный артиллерийский Трансильванский Краснознамённый, ордена Богдана Хмельницкого полк (Бернау, Франкфурт-на-Одере), вч пп 61103
- 288-й гвардейский зенитный ракетный полк (Бернау, Шенов), вч пп 60954, позывной — Звоночек
- 30-й отдельный батальон разведки и РЭБ (Бернау),  вч пп 60919, позывной — Тагава
- 33-й отдельный батальон связи (Бернау)
- 122-й отдельный инженерно-сапёрный батальон (Олимпишесдорф)
- 1122-й отдельный батальон материального обеспечения
- 32-й отдельный ремонтно-восстановительный батальон
- 26-й отдельный медико-санитарный батальон

#### 6-я отдельная гвардейская мотострелковая Берлинская ордена Богдана Хмельницкого бригада
Штаб 6-й гвардейской отдельной мотострелковой бригады (Берлин-Карлсхорст), вч пп 67586, позывной — Мореход
- 133-й отдельный мотострелковый батальон
- 154-й отдельный мотострелковый батальон
- 178-й отдельный мотострелковый батальон
- 53-й отдельный танковый батальон
- 54-й отдельный танковый батальон
- 65-й отдельный танковый батальон

### 16-я воздушная Краснознамённая армия
Штаб 16-й воздушной армии (Вюнсдорф) вч пп 13665, позывной — Океан (в 1993 году выведена в Кубинку, расформирована в 2009 году)

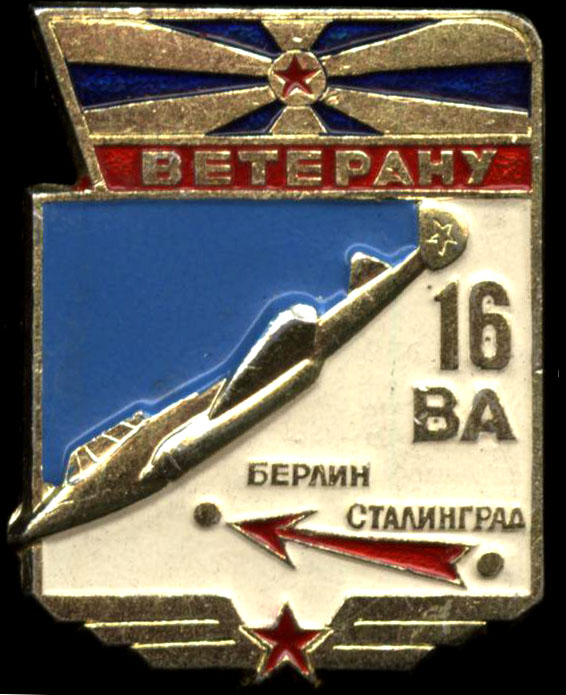
Памятный знак ветерана 16-й воздушной армии

#### Управление
- 1138-й командный пункт войсковой авиации (Вюнсдорф)
- 597-й вычислительный центр (Вюнсдорф)
- 503-й центр сбора и обработки информации (Вюнсдорф)
- Военная прокуратура 16 ВА вч пп 23258 (Вюнсдорф)
- Организационно-мобилизационное управление штаба 16 ВА вч пп 06988 (Вюнсдорф)
- Отдел кадров 16 ВА вч пп 19115 (Вюнсдорф)
- Политический отдел 16 ВА вч пп 06963 (Вюнсдорф)

#### Соединения и части армейского подчинения
- 226-й отдельный смешанный авиационный полк (Шперенберг) вч пп 60947, позывной — Извозчик
- 357-й отдельный штурмовой авиационный полк (Брандис) вч пп 45098, позывной — Оптика
- 368-й отдельный штурмовой авиационный полк (Тутов) вч пп 27846, позывной Сердолик
- 11-й отдельный разведывательный авиационный Витебский Краснознамённый, ордена Кутузова полк (Вельцов) вч пп 80504, позывной — Упаковка, выведен в Чернигов Украина, СКВО Мариновка
- 294-й отдельный разведывательный авиационный полк (Альштедт) вч пп 83301, позывной — Тонус
- 931-й отдельный гвардейский разведывательный авиационный Забайкальский Краснознамённый, ордена Кутузова полк (Вернойхен) вч пп 82377, позывной — Постамент
- 950-й отдельный батальон аэродромно-технического обеспечения (Вельцов) вч пп 25465
- 485-й отдельный батальон аэродромно-технического обеспечения (Вернойхен) вч пп 89935
- 73-й отдельный батальон аэродромно-технического обеспечения (Альштедт) вч пп 64407
- отдельный батальон связи и радиотехнического обеспечения (Альштедт) вч пп 06985
- 243-й отдельный батальон аэродромно-технического обеспечения (Шперенберг) вч пп
- 160-й отдельный батальон аэродромно-технического обеспечения (Брандис) вч пп 45104
- 277-й отдельный батальон аэродромно-технического обеспечения (Деммин-Тутов)
- 74-я отдельная буксировочная авиационная эскадрилья (Пархим) вч пп 82568
- 290-я отдельная авиационная эскадрилья радиоэлектронной борьбы (Кохштедт) вч пп 22632 позывной — Аэроплан
- 340-я отдельная рота связи и радиотехнического обеспечения (Пархим) вч пп 32938
- 83-й отдельный полк связи и АСУ (Рангсдорф) вч пп 59778, позывной — Перстень
- 785-й отдельный батальон АУ (Дамгартен) вч пп 88189
- 111-й отдельный батальон АС 16 ВА вч пп 06975
- 1266-й отдельный радиорелейный батальон (Виттенберг) вч пп 21159, позывной — Стерилин
- 315-й отдельный ремонтно-восстановительный батальон специальных машин (Фюрстенвальде) вч пп 22568, позывной — Готический (Автодор)
- 3125-е авиационные склады ракетного вооружения и боеприпасов (Бизенталь), вч пп 30123
- 485-й отдельный батальон аэродромно-технического обеспечения (Вернойхен) вч пп 89935
- 2140-й авиационно-технический склад (Штраусберг) вч пп 23281, позывной — Румяный
- 1777-й авиационно-технический склад (Гроссенхайн) вч пп 33625
- 37-й авиационный полигон (Майенбург) вч пп 65364 позывной — Нагаец
- 44-й авиационный полигон (Бельгерн) вч пп 73112
- 82-й авиационный полигон (Дамгартен) вч пп 81560
- авиационный полигон (Виттшток-Гаден) вч пп 14537
- 1401-й специальный центр (Бад Заров) вч пп 84587, позывной — Наставление
- 42-й спасательно-эвакуационный отряд (Вюнсдорф) вч пп 01960
- 227-й центр боевого управления (Вюнсдорф) вч пп 14494
- 288-й центр боевого управления (Виттшток) вч пп 47035 позывной Подкос
- 568-й Главный объединённый центр управления воздушным движением (Вюнсдорф) вч пп 25572
- 820-й авиационный ремонтный завод (Шперенберг) вч пп 53606
- 2-й автомобильный полк 16-й ВА (Фюрстенвальде) вч пп 84587
- 66-й отдельный инженерный автомобильный батальон вч пп 80307
- 86-й отдельный автомобильный батальон (Цербст) вч пп 84565
- 101-й отдельный автомобильный батальон (Рехлин) вч пп 84539
- отдельный инженерный автомобильный батальон (Эльшталь) вч пп 24314
- 1395-й отдельный автомобильный батальон вч пп 84385
- Ремонтная база 16 ВА (Йютеборг) вч пп 42059
- ??? Отдельный батальон аэродромно-технического обеспечения (Пархим) вч пп32903

#### 6-я гвардейская истребительная авиационная Донецкая Сегедская Краснознамённая, ордена Суворова дивизия
Штаб 6-й гвардейской истребительной авиационной дивизии (Мерзебург), вч пп 57643, позывной — Чаевод
- 31-й гвардейский истребительный авиационный Никопольский Краснознамённый ордена Суворова полк (Фалькенберг) вч пп 57669 позывной Самокатчик, выведен в Зерноград, Россия
- 9-й отдельный батальон аэродромно-технического обеспечения (Фалькенберг) вч пп 82550
- 80-й отдельный батальон связи и радиотехнического обеспечения (Фалькенберг) вч пп 19588
- 85-й гвардейский истребительный авиационный Севастопольский Краснознамённый, ордена Богдана Хмельницкого полк (Мерзебург) вч пп 57720, позывной Радость, выведен на Украину (Староконстантинов) переформирован в 168 иап, расформирован в октябре 2003 г.
- 473-й отдельный батальон аэродромно-технического обеспечения (Мерзебург) вч пп 81851
- 207-й отдельный батальон связи и радиотехнического обеспечения (Мерзебург) вч пп 89880
- 968-й истребительный авиационный полк (Нобиц-Альтенбург) вч пп 20492 позывной Столбик, выведен в Липецк
- 472-й отдельный батальон аэродромно-технического обеспечения (Нобиц-Альтенбург) вч пп 95587
- 139-й авиационно- технический полк (Мерзебург) вч пп 26236

#### 16-я гвардейская истребительная авиационная Свирская Краснознамённая дивизия
Штаб 16-й гвардейской истребительной авиационной дивизии Дамгартен вч пп 59504, позывной — Стойка
- 33-й истребительный авиационный полк (Виттшток) вч пп 80605, позывной Водонос, выведен 7 апреля 1994 года в Андреаполь Тверской области
- 422-й отдельный батальон аэродромно-технического обеспечения (Виттшток) вч пп 81752
- 127-й отдельный батальон связи и радиотехнического обеспечения (Виттшток) вч пп 15549
- 522-й отдельный батальон связи (Виттшток) вч пп 79577
- 773-й истребительный авиационный полк (Дамгартен) вч пп 59579, позывной — Урожай (выведен в Андреаполь)
- 447-й отдельный батальон аэродромно-технического обеспечения (Дамгартен) вч пп 81827
- 168-й отдельный батальон связи и радиотехнического обеспечения (Дамгартен) вч пп 46468
- 366-й отдельный батальон связи (Дамгартен) вч пп 82127
- 787-й истребительный авиационный полк (Эберсвальде) вч пп 80657, позывной — Напайка (выведен в Рось, Белоруссия)
- 424-й отдельный батальон аэродромно-технического обеспечения (Эберсвальде-Финов) вч пп 81902
- отдельный батальон связи и радиотехнического обеспечения (Эберсвальде-Финов) вч пп 15562
- 102-й авиационно-технический полк (Дамгартен) вч пп 82127

#### 126-я истребительная авиационная Краснознамённая дивизия
Штаб 126-й истребительной авиационной дивизии (Цербст) вч пп 79852, позывной — Кинжал
- 35-й истребительный авиационный полк (Цербст) вч пп 79877, позывной — Чайник (выведен в Липецк)
- 421-й отдельный батальон аэродромно-технического обеспечения (Цербст) вч пп 81802
- 108-й отдельный батальон связи и радиотехнического обеспечения (Цербст) вч пп 87751
- 73-й гвардейский истребительный авиационный Сталинградско-Венский Краснознамённый, ордена Богдана Хмельницкого полк (Кёттен) вч пп 57695, позывной — Зенитный (выведен в Шайковку, расформирован в 1998 г.)
- 488-й отдельный батальон аэродромно-технического обеспечения (Кёттен) вч пп 85363
- 210-й отдельный батальон связи и радиотехнического обеспечения (Кёттен) вч пп 50526
- 833-й истребительный авиационный полк (АльтесЛагер) вч пп 79902 (выведен в Ур ВО, Чебеньки)
- 465-й отдельный батальон аэродромно-технического обеспечения (Альтес-Лагер) вч пп 95613
- отдельный батальон связи и радиотехнического обеспечения (Альтес-Лагер) вч пп 65392
- 710-й подвижная авиационная ремонтная мастерская (Дамгартен) вч пп 59504

#### 125-я авиационная Краснознамённая дивизия истребителей-бомбардировщиков
Штаб 125-й авиационной дивизия истребителей-бомбардировщиков (Рехлин) вч пп 80580, позывной — Побелка
- 19-й гвардейский авиационный полк истребителей-бомбардировщиков (Лерц) вч пп 59529, позывной — Металлист (выведен в Миллерово СКВО, переименован в 19 гв.иап)
- 449-й отдельный батальон аэродромно-технического обеспечения ап (Лерц) вч пп 85365
- 20-й гвардейский Краснознаменный авиационный полк истребителей-бомбардировщиков (Темплин(Гросс-Дельн) вч пп 59554, позывной — Нож (выведен 5 апреля 1994 года)
- 466-й отдельный батальон аэродромно-технического обеспечения ап (Гросс-Дёльн) вч пп 95604
- 730-й авиационный полк истребителей-бомбардировщиков (Нойруппин) вч пп 80631, позывной — Поводок
- 450-й отдельный батальон аэродромно-технического обеспечения ап (Нойруппин) вч пп 85367
- 202-й отдельный батальон связи и радиотехнического обеспечения (Нойруппин) вч пп 17564
- 148-й авиационно-технический полк (Рехлин) вч пп 18205

#### 105-я авиационная дивизия истребителей-бомбардировщиков
Штаб 105-й авиационной дивизии истребителей-бомбардировщиков (Гроссенхайн) вч пп 57655, позывной — Чекан
- 296-й авиационный полк истребителей-бомбардировщиков (Гроссенхайн) вч пп 81989, позывной — Богатырский (выведен в 1993 году При ВО пос. Октябрьский)
- 250-й отдельный батальон аэродромно-технического обеспечения (Гроссенхайн) вч пп 81925
- 172-й отдельный батальон связи и радиотехнического обеспечения (Гроссенхайн) вч пп 33299
- 559-й авиационный полк истребителей-бомбардировщиков (Финстервальде) вч пп 57800, позывной — Проба
- 255-й отдельный батальон аэродромно-технического обеспечения (Гроссенхайн)
- 911-й авиационный полк истребителей-бомбардировщиков (Бранд) вч пп 18556, позывной — Просёлок
- 4-й отдельный батальон аэродромно-технического обеспечения (Бранд) вч пп 95573
- 147-й авиационно-технический полк (Гроссенхайн) вч пп 29603

## Судьба дивизий после расформирования ГСВГ
| Дивизия | Страна вывода  | Год расфор- мирования | Примечания |
| Танковые | Танковые       | Танковые              | Танковые |
| --- | -------------- | --------------------- | --- |
| 7-я гвардейская танковая Киевско-Берлинская ордена Ленина дважды Краснознамённая ордена Суворова дивизия                                                                                        | Украина        | 1990                  | Выведена в г. Пирятин (КВО) и расформирована. |
| 9-я танковая Бобруйско-Берлинская Краснознамённая, ордена Суворова дивизия | Россия         | 1994                  | В 1994 вместе с управлением армии выведена в г. Смоленск (МВО) и расформирована. |
| 10-я гвардейская танковая Уральско-Львовская ордена Октябрьской революции Краснознамённая орденов Суворова и Кутузова добровольческая дивизия имени Маршала Советского Союза Р. Я. Малиновского | Россия         | 2009                  | Выведена к 1994 г. г. Богучар (МВО). Переформирована в 262-ю БХВТ. |
| 11-я гвардейская танковая Прикарпатско-Берлинская Краснознамённая, ордена Суворова дивизия | Белоруссия     | 1991                  | Выведена в г. Слоним. Переформирована в 11-ю гв. омехбр в г. Слоним. |
| 12-я гвардейская танковая Уманьская ордена Ленина Краснознамённая ордена Суворова дивизия | Россия         | 1991                  | В 1990 году выведена во Владикавказ (СКВО) и расформирована. 200-й гв. мсп и 353-й гв. тп вошли в состав 19-й мсд. 933-й зрп стал отдельным в составе 42-го армейского корпуса СКВО.                                                           |
| 16-я гвардейская танковая Уманьская ордена Ленина, Краснознамённая, ордена Суворова дивизия | Россия         | 1997                  | Выведена к 1993 г. в г. Чайковский (УрВО). Переформирована в 5967-ю БХВТ |
| 25-я танковая Краснознамённая дивизия | Украина        | 1989                  | Выведена в г. Чугуев (КВО) и расформирована. |
| 32-я гвардейская танковая Полтавская Краснознамённая, орденов Суворова и Кутузова дивизия | Украина        | 1989                  | Выведена в г. Кривой Рог (КВО) и расформирована. |
| 47-я гвардейская танковая Нижнеднепровская Краснознамённая ордена Богдана Хмельницкого дивизия                                                                                                  | Россия         | 1997                  | Выведена к 1993 в п. Мулино (МВО). В 1997 г. влилась в 3-ю мсд. |
| 79-я гвардейская танковая Запорожская ордена Ленина, Краснознамённая, орденов Суворова и Богдана Хмельницкого дивизия                                                                           | Узбекистан     | 1992                  | Выведена в г. Самарканд с расформированием. |
| 90-я гвардейская танковая Львовская ордена Ленина, Краснознамённая, ордена Суворова дивизия | Россия         | 1997                  | Выведена п. Черноречье (ПриВО). Переформирована в 1997 г. в 5968-ю гв. БХВТ. |
| Мотострелковые |                |                       | |
| 20-я гвардейская мотострелковая Прикарпатско-Берлинская Краснознамённая, ордена Суворова дивизия                                                                                                | Россия/Украина | 2009                  | Выведена (кроме 29-го гв. и 67-го гв. мсп) в г. Волгоград (СКВО). 67-й гв. мсп выведен в Печенгу (ЛенВО) и расформирован. 29-й гв. мсп выведен в г. Николаев (ОдВО, Украина) и расформирован. Переформирована в 20-ю гв. омсбр в г. Волгоград. |
| 21-я мотострелковая Таганрогская Краснознамённая, ордена Суворова дивизия | Россия         | 1991                  | Выведена в 1992 г. в г. Омск (СибВО). Переформирована в 180-ю омсбр, затем в БХВТ. |
| 27-я гвардейская мотострелковая Омско-Новобугская Краснознамённая, ордена Богдана Хмельницкого дивизия                                                                                          | Россия         | 2009                  | Выведена в 1993 г. в с. Тоцкое и в 2009 г. переформирована в 21-ю гв. омсбр. |
| 35-я мотострелковая Красноградская Краснознамённая дивизия | Россия         | 1992                  | Выведена в г. Чебаркуль (УрВО) и расформирована в 1992 г. |
| 39-я гвардейская мотострелковая Барвенковская ордена Ленина, дважды Краснознамённая, орденов Суворова и Богдана Хмельницкого дивизия                                                            | Украина        | 1992                  | Выведена в 1991 в г. Белая Церковь (КВО) и расформирована |
| 57-я гвардейская мотострелковая Новобугская орденов Суворова и Богдана Хмельницкого дивизия | Россия         | 1992                  | в 1993 выведена в г. Челябинск (УрВО) и расформирована. |
| 94-я гвардейская мотострелковая Звенигородско-Берлинская ордена Суворова дивизия | Россия         | 1991                  | Выведена к 1993 в г. Юрга (СибВО). Переформирована в 74-ю гв. омсбр. |
| 207-я мотострелковая Померанская Краснознамённая, ордена Суворова дивизия | Украина/Россия | 1992                  | Передислоцирована в 1992 году в ПриКВО (п. Ярмолинцы) и переформирована в 6242-ю БХВТ. 33-й и 41-й мсп убыли в СКВО. |
| Авиационные |                |                       | |
| 6-я гвардейская истребительная авиационная Донско-Сегедская Краснознамённая, ордена Суворова дивизия                                                                                            | Украина        |                       | Выведена на Украину, кроме 31-го гв. иап, выведенного в Россию, в Зерноград и 968-го иап выведенного в Липецк. |
| 16-я гвардейская истребительная авиационная Свирская Краснознамённая дивизия | Россия         | 1998                  | Выведена в Россию, кроме 787-го иап, выведенного в Россь. |
| 105-я авиационная дивизия истребителей-бомбардировщиков | Россия         |                       | |
| 125-я авиационная Краснознамённая дивизия истребителей-бомбардировщиков | Россия         |                       | Выведена в Миллерово. |
| 126-я истребительная авиационная Краснознамённая дивизия | Россия         |                       | |

## Инфраструктура

### Военные аэродромы
| - Военный аэродром Альтенбург (Нобиц) — позывной — Проран, узел связи — Столбик - Военный аэродром Альтес-Лагер (Ютербог) — позывной — Габаритный, Лекция, узел связи —Книга - Военный аэродром Альштедт — позывной — Водоём, узел связи — Тонус - Военный аэродром Бранд — позывной — Зверобой, узел связи — Просёлок - Военный аэродром Брандис — позывной — Запайка, узел связи — Оптика - Военный аэродром Вельцов — позывной — Ангарка, Дубравка, узел связи — Упаковка - Военный аэродром Вернойхен — позывной — Лагерный, узел связи — Постамент - Военный аэродром Виттшток — позывной — Напёрсток, Газовый, узел связи — Подкос, Водонос - Военный аэродром Гроссенхайн — позывной — Главк, Арарат, узел связи — Чекан, Богатырский - Военный аэродром Дамгартен (Рибниц-Дамгартен) — позывной — Мелодрама, Соболь, узел связи —Стойка, Урожай - Военный аэродром Дрезден — позывной — Ареола, узел связи — Мебель, Лира - Военный аэродром Кётен — позывной — Зимник, Земельный, узел связи — Зенитный - Военный аэродром Кохштедт — позывной — Садовый, узел связи — Аэроплан - Военный аэродром Лерц — позывной — Бронная, Гусар, узел связи — Побелка, Металлист - Военный аэродром Мальвинкель — позывной — Осенний, узел связи — Муха, Уксус | - Военный аэродром Мерзебург — позывной — Довесок, Мускат, узел связи — Чаевод, Радость - Военный аэродром Нойруппин — позывной — Гидростат, Хуторок, узел связи — Поводок, Плавщик - Военный аэродром Нора (Веймар)\|Нора — позывной — Воевода, узел связи — Нагар - Военный аэродром Ораниенбург — позывной — Задар, узел связи — Ртутный - Военный аэродром Пархим (Дамм) — позывной — Клеёнка, Пушистый, узел связи — Клич - Военный аэродром Стендаль (Борстель) — позывной — Выбойка, Кукан, узел связи — Кумысный - Военный аэродром Темплин (Гросс-Дёльн) — позывной — Астория, Леопард, узел связи — Нож, Повелитель - Военный аэродром Тутов (Деммин) — позывной — Мизерный, Баас, узел связи — Сердолик - Военный аэродром Фалькенберг — позывной — Байкал, узел связи — Самокатчик - Военный аэродром Финов (Эберсвальде) — позывной — Нарзан, узел связи — Напайка, Мешалка - Военный аэродром Финстервальде — позывной — Аналитик, Городок", узел связи — Проба - Военный аэродром Цербст — позывной — Каретный, узел связи — Кинжал, Чайник - Военный аэродром Шперенберг — позывной — Сувенир, узел связи — Извозчик |

### Военные комендатуры
1 апреля 1946 года, по приказу Главнокомандующего ГСОВГ, было создано 507 военных комендатур. В 1948 году количество было сокращено до 157. В 1980-е — 1990 годы действовало около 50 военных комендатур, которые сохранили нумерацию, присвоенную им при формировании.
- № 40 Шверин вч пп 11426
- № 60 Магдебург вч пп 61354
- № 62 Висмар вч пп 31453
- № 77 Росток вч пп 35622
- № 84 Хальдеслебен вч пп 31398
- № 87 Хальбертадт вч пп 41030
- № 88 Эльсталь вч пп(?)
- № 89 Потсдам вч пп 52306
- № 90 Гота вч пп 11470
- № 92 Гарделеген вч пп 30249
- № 93 Дрезден вч пп 96605
- № 94 Нойштрелиц вч пп 30224
- № 95 Вюнсдорф вч пп 30243
- № 96 Риза вч пп 10872
- № 97 Котбус вч пп 96405
- № 98 Галле вч пп 11453
- № 103 Нойруппин вч пп 30242
- № 105 Белиц
- Виттенберг вч пп 96441
- № 107 Лейпциг вч пп 11460
- № 108 Мерзебург вч пп 20006
- № 109 Веймар вч пп 11474
- № 110 Ратенов вч пп 11442
- № 111 Эберсвальде вч пп 62152
- № 112 Хемниц вч пп 11469
- № 126 Кенигсбрюк вч пп 15778
- № 138 Гримма вч пп 30261
- № 139 Людвигслуст вч пп 30239
- № 140 Ютербог вч пп 40290
- № 142 Альтенграбов вч пп 86636
- № 145 Фюрстенвальде вч пп 96607
- № 146 Штендаль вч пп 11446
- № 147 Гера вч пп 30268
- № 149 Дессау вч пп 30226
- № 150 Бернау вч пп 96642
- № 151 Бернбург вч пп 30313
- № 153 Перлеберг вч пп 11443
- № 154 Франкфурт-на-Одере вч пп 20005
- № 223 Граифсвальд вч пп 30236
- № 282 Пархим вч пп 30231
- № 413 Мальвинкель
- № 414 Йена вч пп 30228
- № 415 Ордруф вч пп 30272
- № 416 Наумбург вч пп 41031
- № 417 Виттшток вч пп 96641
- № 470 Берлин вч пп 45877

### Военные полигоны
| - Альтенграбовский полигон - Виттштокский полигон - Вюнсдорфский полигон - Либерозский полигон - Йютербогский полигон - Магдебургский полигон - Майенбургский авиационный полигон - Ордруфский полигон | - Цайтхайнский полигон - Кёнигсбрюкский полигон - Хайдехофский полигон - Эссенский полигон - Айзенахский полигон - Ораниенбаумский полигон - Рагунский полигон - Вустровский полигон зенитной артиллерии |

### Школы ГСВГ
Школы были созданы в середине 1950-х годов. Кроме общеобразовательных школ на территории гарнизонов ГСВГ, на начальном этапе существовали вечерние школы для повышения уровня образования до среднего военнослужащими и их жёнами. Действовали так же специализированные музыкальные школы. Нумерация некоторых школ менялась несколько раз. Школы находились в ведении Отдела общеобразовательных школ ГСВГ (полевая почта 48251-Ш).
- № 1 Вюнсдорф
- № 2 Форст-Цинна
- № 3 Потсдам
- № 4 Шенвальде
- № 5 Франкфурт-Одер
- № 6 Риза
- № 7 Бранденбург
- № 8 Рангсдорф
- № 9 Ратенов
- № 10 Кумесдорф-Гут
- № 11 Мерзебург
- № 13 Торгау
- № 15 Дрезден
- № 16 Эберсвальде
- № 17 Коттбус
- № 19 Виттенберг-Лютерштадт
- № 21 Цейтхайн
- № 22 Нора
- № 23 Цейтхайн (Риза)
- № 24 Вайсенфельс
- № 25 Кенигсбрюк
- № 27 Фюрстенберг
- № 29 Нойруппин
- № 31 Нойштрелиц
- № 32 Мимонь
- № 33 Фогельзанг
- № 35 Пренцлау
- № 36 Олимпишесдорф
- № 37 Магдебург
- № 38 Глаухау
- № 39 Шверин
- № 41 Стендаль (Борстель)
- № 42 Хасслебен
- № 43 Людвигслуст
- № 45 Хиллерслебен
- № 47 Пархим
- № 48 Форст-Цинна
- № 49 Перлеберг
- № 51 Альтенграбов
- № 53 Ваймар
- № 54 Нора
- № 55 Галле
- № 57 Альтенбург
- № 59 Гера
- № 61 Ордруф
- № 63 Наумбург
- № 65 Йена
- № 66 Альштедт
- № 67 Дамгартен (Пютниц)
- № 68 Мейссен
- № 69 Мальвинкель
- № 71 Ютербог
- № 73 Дессау (Рослау)
- № 75 Гримма
- № 77 Лейпциг
- № 78 Бург
- № 79 Эберсвальде
- № 81 Олимпишесдорф
- № 83 Фюрстенвальде
- № 84 Перлеберг
- № 85 Крампниц
- № 87 Бернау
- № 89 Вюнсдорф
- № 91 Альтес-Лагер
- № 93 Виттшток
- № 95 Рехлин (Лерц)
- № 96 Белиц-Хальштеттен
- № 97 Рудольштадт
- № 98 Хагенов
- № 99 Гроссенхайн
- № 100 Вустров
- № 101 Кведлинбург (Квармбек)
- № 102 Вердер
- № 103 Карл-Маркс-Штадт (Хемниц)
- № 105 Ораниенбург
- № 106 Засниц
- № 107 Цербст
- № 108 Перлеберг
- № 109 Ошац
- № 111 Темплин (Грос-Дельн)
- № 113 Берлин
- № 115 Вернойхен
- № 117 Финстервальде
- № 119 Бранд
- № 121 Плауэн
- № 123 Вельцов (Ной-Вельцов)
- № 125 Старый Планкен
- № 127 Гюстров (Примервальд)
- № 129 Фалькенберг
- № 131 Брандис
- № 132 Кетен
- № 133 Гарделеген
- № 134 Майнинген
- № 137 Шперенберг
- № 139 Гота
- № 141 Коштедт
- № 142 Висмар
- № 143 Шлотхайм
- № 145 Хальберштат
- № 149 Висмар
- № 151 Драххаузен
- № 152 Арнштадт
- № 153 Вурцен
- № 154 Лейсниг
- № 155 Планкен
- № 157 Эберсвальде-Финов
- № 171 Цайц
- № 180 Тутов (Деммин)
- № 200 Ораниенбург
- № 222 Шенебек
- № 299 Бад Фрайенвальде
- № 303 Финов
- № 330 Грайфсвальд
- № 333 Росток
- № 410 Фюрстенвальде
- № 444 Висмар
- № 455 Штатс
- № 555 Планкен
- № 668 Магдебург
- № 777 Берлин (посольство СССР в ГДР)
- № 888 Лайсниг
- № 895 Эрфурт
- № 900 Вурцен
- № 901 Дрезден
- № 903 Дрезден
- № 987 Кохштедт
- № 998 Берлин (посольство СССР в ГДР)
- № 999 Альтенбург

## Органы и воинские части КГБ СССР
- Главное Управление особых отделов (контрразведки) КГБ СССР по Группе советских войск в Германии — Западной группе войск (Вюнсдорф, Потсдам) в/ч пп 39335. (За время существования Управление имело следующие наименования: с 1945 по 1946 год — УКР СМЕРШ Центрального — Белорусского — 1-го Белорусского фронта — ГСОВГ; с 1947 по 1953 год — УКР МГБ СССР по ГСОВГ; с 1953 по 1954 год — УКР — ОО МВД СССР по ГСОВГ)[19][20].
  - ОО КГБ по 1-й гвардейской механизированной армии (с 1957 г. — 1-я гвардейская танковая армия), в/ч пп 02575;
  - ОО КГБ по 2-й гвардейской механизированной армии (с 1957 г. — 2-я гвардейская танковая армия), в/ч пп 49515;
  - ОО КГБ по 3-й гвардейской механизированной армии (существовал до 1957 г.), в/ч пп 64158;
  - ОО КГБ по 4-й гвардейской механизированной армии (с 1957 г. — 4-я гвардейская танковая армия, с 1960 г. — 20-я гвардейская армия), в/ч пп 89508;
  - ОО КГБ по 3-й ударной армии (затем — 3-й армии), в/ч пп 44400;
  - ОО КГБ по 8-й гвардейской армии, в/ч пп 14800;
  - ОО КГБ по 18-й гвардейской армии (с 1957 г. по 1979 г.), в/ч пп 64158;
  - ОО КГБ по 20-й гвардейской армии (существовал с 1960 г.), в/ч пп 89508;
  - ОО КГБ по 16-й воздушной армии (с 1949 г. по 1968 г. — 24-й воздушной армии);
  - 10-й отдельный батальон охраны, в/ч 74487 (Потсдам).
- 6-я отдельная бригада правительственной связи, в/ч 10165 (Рехаген);
- 36-й гв. отдельный полк правительственной связи (Рехаген)
- 44-й отдельный полк правительственной связи, в/ч 34008 (Виттенберг);
- 48-й отдельный полк правительственной связи;
- 56-й отдельный узел правительственной связи, в/ч 11465 (Коттбус-Диссенхен, Вюнсдорф);
- 106-й отдельный батальон правительственной связи (Коттбус)
- 107-й отдельный батальон правительственной связи (Виттенберг)
- 105-й Рижский Краснознамённый ордена Красной Звезды отдельный пограничный полк специального назначения, в/ч пп 70803 — с 1989 года 105-й Рижский Краснознамённый ордена Красной Звезды отдельный пограничный отряд специального назначения (ОПОСН) (Берлин-Карлсхорст)[21].
  - Представительство КГБ при МГБ ГДР, в\ч пп 62504 (Берлин-Карлсхорст)

В зону обслуживания военной контрразведки спецчастей ЗГВ входили военные заводы Восточной Германии, разведцентр ЗГВ, подразделения ГРУ (разведка в контрразведке), Центр обеспечения полётов (совместный с восточными немцами), три отдельные бригады войск и ещё многие объекты такого рода.
Воинские части КГБ СССР не входили в состав Группы и не подчинялись её командованию. Ниже армейского уровня особые отделы существовали во всех крупных гарнизонах, а их уполномоченные были закреплены за всеми воинскими частями Группы.